# Liste des lignes de bus de la SIBRA
Les lignes de bus de la SIBRA couvrent la majeure partie des communes membres du Grand Annecy, qui en est l'autorité organisatrice de la mobilité, et sont exploitées par une Société publique locale, la Société intercommunale des bus de la région annécienne (SIBRA).

## Présentation
En 2019, le réseau est composé de 33 lignes régulières couvrant une surface couverte de 128 km2, et dessert près de 153 000 habitants. En 2017, le réseau totalisait 343 km de long.
En 2017, les bus du réseau Sibra ont parcouru 4,74 millions de kilomètres, dont 1,67 million sous-traités, pour 16 298 508 voyages par an.
Le réseau est organisé en étoile et se compose de 36 lignes régulières et 40 lignes scolaires, réparties en, :
- trois lignes « Rythmo » (1 à 3), axes structurant du réseau desservant les gares d'Annecy et de Pringy ;
- quatre lignes principales (4 à 7), à forte fréquence, transitant toutes par le pôle d'échanges de la gare et maillant l'agglomération ;
- trois lignes complémentaires (8 à 10), à fréquence importante, transitant à l'exception de la 8 par le pôle d'échanges de la gare et maillant l'agglomération ;
- huit lignes de proximité (11 à 18), avec des fréquences adaptées à des secteurs peu denses et se rabattant pour la plupart sur les lignes principales et complémentaires aux pôles d'échanges ;
- treize lignes périurbaines (31, 40 à 42, 50A à 50C, 60, 80 à 82, Proxibus 1 et Proxibus 2), issues du transfert de compétences de plusieurs lignes départementales au Grand Annecy ;
- quatre lignes les dimanches et jours fériés (I à L), en complément des lignes 50A et 60 ;
- une ligne nocturne (N), en soirée du lundi au samedi, en complément des lignes 1 à 3, 50A et 60 ;
- plusieurs lignes scolaires et une navette étudiants.

À cela s’ajoute des lignes saisonnières :
- les lignes hivernales S1 à S3 et S6 (Semnoz) et G1 à G3 (plateau des Glières), de décembre à mars ;
- les lignes estivales à destination du Semnoz (S4, S5 et S5), de la Forclaz (F1 et F2) et internes aux villages des rives du lac (V1 et V3). Elles sont en activité les week-ends de juin et septembre (sauf V1 et V3) et tous les jours du 1er juillet au 31 août.

Cinq pôles d'échanges permettent les correspondances entre les lignes structurantes et les lignes d'extension. Le principal est situé à la gare d'Annecy, et quatre autres sont aménagés en périphérie d’Annecy, avec La Salle Pringy au nord, Vignières à l’est (Annecy-le-Vieux), Saint-Jean/Marché au sud (Seynod) et Meythet Le Rabelais à l’ouest.
Plusieurs lignes sont exploitées en sous-traitance par différents transporteurs locaux. La majorité des lignes de proximité est ainsi assurée par le groupe Transdev, via sa filiale Transdev Bassin Annécien.
La liste ci-dessous tient compte de la création de la commune nouvelle d'Annecy au 1er janvier 2017, et de son découpage en communes déléguées.
Au 1er janvier 2018, les lignes 41 (Annecy-Le Châtelard), 42 (Annecy-Cusy et les lignes 161 et 162 (Annecy-Thorens-Glières) sont sous la compétence du Grand Annecy, sans changement d'offre ou de tarification jusqu'au 30 août 2018.
Le 1er septembre 2018, le réseau est officiellement étendu aux pays d'Alby et de Fillière, ajoutant au réseau urbain huit lignes interurbaines dont une saisonnière et un service de ligne de transport à la demande, Proxibus.

### Lignes «Rythmo»
| Ligne | Caractéristiques | Caractéristiques                                                          | Caractéristiques                                                          | Caractéristiques                                                          | Caractéristiques                                                          | Caractéristiques                                                          | Caractéristiques                                                          | Caractéristiques                                                          | Caractéristiques                                                          |
| 1     | Poisy — Collège / Lycée de Poisy ⥋ Parc des Glaisins (Campus en soirée) | Poisy — Collège / Lycée de Poisy ⥋ Parc des Glaisins (Campus en soirée)   | Poisy — Collège / Lycée de Poisy ⥋ Parc des Glaisins (Campus en soirée)   | Poisy — Collège / Lycée de Poisy ⥋ Parc des Glaisins (Campus en soirée)   | Poisy — Collège / Lycée de Poisy ⥋ Parc des Glaisins (Campus en soirée)   | Poisy — Collège / Lycée de Poisy ⥋ Parc des Glaisins (Campus en soirée)   | Poisy — Collège / Lycée de Poisy ⥋ Parc des Glaisins (Campus en soirée)   | Poisy — Collège / Lycée de Poisy ⥋ Parc des Glaisins (Campus en soirée)   | Poisy — Collège / Lycée de Poisy ⥋ Parc des Glaisins (Campus en soirée)   |
| ----- | --- | ------------------------------------------------------------------------- | ------------------------------------------------------------------------- | ------------------------------------------------------------------------- | ------------------------------------------------------------------------- | ------------------------------------------------------------------------- | ------------------------------------------------------------------------- | ------------------------------------------------------------------------- | ------------------------------------------------------------------------- |
| 1     | Ouverture / Fermeture 29 avril 2019 / — | Longueur —                                                                | Durée 50 (45) min                                                         | Nb. d’arrêts 42 (34)                                                      | Matériel StandardsArticulés                                               | Jours de fonctionnement L, Ma, Me, J, V, S                                | Jour / Soir / Nuit / Fêtes O / O / O / O                                  | Voy. / an —                                                               | Exploitant Sibra                                                          |
| 1     | Desserte : - Villes et lieux desservis : Poisy (Lycée agricole privée de Poisy-Chavanod, Stade, Mairie) et Annecy (Meythet : Centre départemental de secours, Gendarmerie, Salle de spectacles Le Météore, Salle de spectacles Le Rabelais, Mairie, Médiathèque Louise Michel, Cran-Gevrier : Ancienne papeterie Aussedat, Mairie, La Turbine sciences - Centre de culture scientifique technique et industrielle, Annecy : Banque de France, Temple protestant, Théâtre de l'Échange, Centre culturel de Bonlieu, Conseil départemental de la Haute-Savoie, Préfecture de la Haute-Savoie, Palais de justice, Annecy-le-Vieux : Parc Vignières-Pommaries, Domaine universitaire de l'Université Savoie Mont Blanc, IAE Savoie Mont-Blanc d'Annecy, Polytech Annecy-Chambéry, Laboratoire d'Annecy-le-Vieux de physique des particules, Parc d'activités économiques des Glaisins) - Gare desservie : Gare d'Annecy |                                                                           |                                                                           |                                                                           |                                                                           |                                                                           |                                                                           |                                                                           |                                                                           |
| 1     | Autre : - Zone traversée : 380. - Amplitudes horaires : La ligne fonctionne du lundi au vendredi de 5 h 40 à 1 h 30 et le samedi à partir de 6 h 5 environ. - Particularités : - La ligne dessert Lycée de Poisy à raison de neuf allers-retours par jour en semaine, six les samedis, la ligne ne dessert pas le terminus Collège de Poisy dans ce cas. La ligne est limitée à certaines heures de la journée à raison d'un bus sur deux à Meythet Le Rabelais : en semaine de 9 h 10 à 11 h 30 et de 16 h 50 à 18 h 30 environ ; - Après 20 h 50, la ligne fonctionne entre les arrêts Poisy — Collège / Lycée de Poisy et Campus. - Date de dernière mise à jour : 15 juillet 2023. |                                                                           |                                                                           |                                                                           |                                                                           |                                                                           |                                                                           |                                                                           |                                                                           |
| 1     | Dernière actualisation : — |                                                                           |                                                                           |                                                                           |                                                                           |                                                                           |                                                                           |                                                                           |                                                                           |
| 2     | Seynod — Périaz (Seynod — Vieugy à certains services) ⥋ Pringy | Seynod — Périaz (Seynod — Vieugy à certains services) ⥋ Pringy            | Seynod — Périaz (Seynod — Vieugy à certains services) ⥋ Pringy            | Seynod — Périaz (Seynod — Vieugy à certains services) ⥋ Pringy            | Seynod — Périaz (Seynod — Vieugy à certains services) ⥋ Pringy            | Seynod — Périaz (Seynod — Vieugy à certains services) ⥋ Pringy            | Seynod — Périaz (Seynod — Vieugy à certains services) ⥋ Pringy            | Seynod — Périaz (Seynod — Vieugy à certains services) ⥋ Pringy            | Seynod — Périaz (Seynod — Vieugy à certains services) ⥋ Pringy            |
| 2     | Ouverture / Fermeture 29 avril 2019 / — | Longueur —                                                                | Durée 48 (43) min                                                         | Nb. d’arrêts 40 (35)                                                      | Matériel Articulés                                                        | Jours de fonctionnement L, Ma, Me, J, V, S                                | Jour / Soir / Nuit / Fêtes O / O / O / O                                  | Voy. / an —                                                               | Exploitant Sibra                                                          |
| 2     | Desserte : - Villes et lieux desservis : Annecy (Seynod : Maison médicale de Vieugy, Église Saint-Martin de Vieugy, Mairie annexe de Vieugy, Centre commercial Géant-Casino, Zone commerciale Val Semnoz, Établissement des Cordeliers, Mairie, Auditorium, Institution Pierre Favre, Lycée Privé Le Bressis, Cran-Gevrier : Église Sainte-Geneviève des Bressis, Église Saint-Étienne, Annecy : Banque de France, Temple protestant, Place François de Menthon, Centre commercial Courier, Chambre de commerce et d'industrie de la Haute-Savoie, Basilique Saint-Joseph-des-Fins, Piscine-Patinoire Jean Régis, Centre commercial Carrefour-Annecy, Annecy-le-Vieux : Zone d'activités des Îlettes), Épagny Metz-Tessy (Zone d'activités des Croiselets, Park Nord, Zone d'aménagement concerté de La Bouvarde, Conseil départemental de l'Ordre des médecins de Haute-Savoie, Centre hospitalier Annecy Genevois) et Annecy (Pringy : Zone d'activités de La Ravoire) - Gare desservie : Gare d'Annecy et Gare de Pringy |                                                                           |                                                                           |                                                                           |                                                                           |                                                                           |                                                                           |                                                                           |                                                                           |
| 2     | Autre : - Zone traversée : 380. - Amplitudes horaires : La ligne fonctionne du lundi au vendredi de 5 h 20 à 1 h 40 et le samedi à partir de 5 h 25 environ. - Particularités : La ligne est prolongée entre 7 h et 9 h et de 17 h à 19 h à tous les services et le reste de la journée à raison d'un bus à deux par heure à Seynod - Vieugy ; - Date de dernière mise à jour : 15 juillet 2023. |                                                                           |                                                                           |                                                                           |                                                                           |                                                                           |                                                                           |                                                                           |                                                                           |
| 2     | Dernière actualisation : — |                                                                           |                                                                           |                                                                           |                                                                           |                                                                           |                                                                           |                                                                           |                                                                           |
| 3     | Chavanod — Fier (Gevrier une à trois fois par heure et en soirée) ⥋ Novel | Chavanod — Fier (Gevrier une à trois fois par heure et en soirée) ⥋ Novel | Chavanod — Fier (Gevrier une à trois fois par heure et en soirée) ⥋ Novel | Chavanod — Fier (Gevrier une à trois fois par heure et en soirée) ⥋ Novel | Chavanod — Fier (Gevrier une à trois fois par heure et en soirée) ⥋ Novel | Chavanod — Fier (Gevrier une à trois fois par heure et en soirée) ⥋ Novel | Chavanod — Fier (Gevrier une à trois fois par heure et en soirée) ⥋ Novel | Chavanod — Fier (Gevrier une à trois fois par heure et en soirée) ⥋ Novel | Chavanod — Fier (Gevrier une à trois fois par heure et en soirée) ⥋ Novel |
| 3     | Ouverture / Fermeture 29 avril 2019 / — | Longueur —                                                                | Durée 35 (26) min                                                         | Nb. d’arrêts 33 (24)                                                      | Matériel Standards                                                        | Jours de fonctionnement L, Ma, Me, J, V, S                                | Jour / Soir / Nuit / Fêtes O / O / O / O                                  | Voy. / an —                                                               | Exploitant Sibra                                                          |
| 3     | Desserte : - Villes et lieux desservis : Chavanod (Chavanod - Fier, Mairie - Iseta - ECA, Parc d'activités Altaïs), Annecy (Cran-Gevrier : Parc d'activités des Romains, Centre Renoir, Chapelle de Gevrier, Église Saint-Étienne, Pont-Neuf, Annecy : Banque de France, Temple protestant, Théâtre de l'Échange, Centre culturel de Bonlieu, Conseil départemental de la Haute-Savoie, Préfecture de la Haute-Savoie, Palais de justice, Église Saint-Louis de Novel, Château de Novel) - Gare desservie : Gare d'Annecy |                                                                           |                                                                           |                                                                           |                                                                           |                                                                           |                                                                           |                                                                           |                                                                           |
| 3     | Autre : - Zone traversée : 380. - Amplitudes horaires : La ligne fonctionne du lundi au samedi de 5 h 25 à 1 h 25 environ. - Particularités : La ligne est limitée avant 7 h et après 19 h 45, ainsi qu'en journée à raison d'un à trois bus par heure, à Gevrier. - Date de dernière mise à jour : 15 juillet 2023. |                                                                           |                                                                           |                                                                           |                                                                           |                                                                           |                                                                           |                                                                           |                                                                           |
| 3     | Dernière actualisation : — |                                                                           |                                                                           |                                                                           |                                                                           |                                                                           |                                                                           |                                                                           |                                                                           |

### Lignes principales
| Ligne | Caractéristiques | Caractéristiques                                                                 | Caractéristiques                                                                 | Caractéristiques                                                                 | Caractéristiques                                                                 | Caractéristiques                                                                 | Caractéristiques                                                                 | Caractéristiques                                                                 | Caractéristiques                                                                 |
| 4     | Seynod — Neigeos ⥋ Campus | Seynod — Neigeos ⥋ Campus                                                        | Seynod — Neigeos ⥋ Campus                                                        | Seynod — Neigeos ⥋ Campus                                                        | Seynod — Neigeos ⥋ Campus                                                        | Seynod — Neigeos ⥋ Campus                                                        | Seynod — Neigeos ⥋ Campus                                                        | Seynod — Neigeos ⥋ Campus                                                        | Seynod — Neigeos ⥋ Campus                                                        |
| ----- | --- | -------------------------------------------------------------------------------- | -------------------------------------------------------------------------------- | -------------------------------------------------------------------------------- | -------------------------------------------------------------------------------- | -------------------------------------------------------------------------------- | -------------------------------------------------------------------------------- | -------------------------------------------------------------------------------- | -------------------------------------------------------------------------------- |
| 4     | Ouverture / Fermeture 1er janvier 1980 / — | Longueur —                                                                       | Durée 45 min                                                                     | Nb. d’arrêts 43                                                                  | Matériel Articulés Standards                                                     | Jours de fonctionnement L, Ma, Me, J, V, S                                       | Jour / Soir / Nuit / Fêtes O / N / N / N                                         | Voy. / an —                                                                      | Exploitant Sibra                                                                 |
| 4     | Desserte : - Villes et lieux desservis : Annecy (Seynod : Cimetière paysager, Piscine l'Île bleue, Mairie, Auditorium, Hôpital de jour Les Regains, Polynôme, Lycée professionnel Amédée Gordini, École technique privée, Zone d'activités de Vovray-Barral, Annecy : Zone d'activités de Vovray-Barral, dépôt de bus et siège social de la Sibra, IPAC, Fondation pour l'art contemporain Salomon, Lycée Gabriel Fauré, Cimetière de Loverchy, Banque de France, Temple protestant, Théâtre de l'Échange, Centre culturel de Bonlieu, Conseil départemental de la Haute-Savoie, Préfecture de la Haute-Savoie, Palais de justice, Haras national, Lycée Berthollet, Lycée professionnel Germain Sommeiller, Galeries Lafayette, Gendarmerie, Maison de l'architecture de Haute-Savoie, Archives départementales de la Haute-Savoie, Gymnase des Teppes, Annecy-le-Vieux : Chapelle de Frontenex, Cimetière des Glaisins, Complexe sportif des Glaisins, Parc des Glaisins, Domaine universitaire de l'Université Savoie Mont Blanc, IUT, IAE Savoie Mont-Blanc d'Annecy, Polytech Annecy-Chambéry, Laboratoire d'Annecy-le-Vieux de physique des particules) - Gare desservie : Gare d'Annecy                                                                              |                                                                                  |                                                                                  |                                                                                  |                                                                                  |                                                                                  |                                                                                  |                                                                                  |                                                                                  |
| 4     | Autre : - Zone traversée : 380. - Amplitudes horaires : La ligne fonctionne du lundi au vendredi de 5 h 55 à 20 h 40 et le samedi de 6 h 5 à 20 h 35 environ. - Date de dernière mise à jour : 1er septembre 2025. |                                                                                  |                                                                                  |                                                                                  |                                                                                  |                                                                                  |                                                                                  |                                                                                  |                                                                                  |
| 4     | Dernière actualisation : — |                                                                                  |                                                                                  |                                                                                  |                                                                                  |                                                                                  |                                                                                  |                                                                                  |                                                                                  |
| 5     | Piscine-Patinoire ⥋ Glaisins | Piscine-Patinoire ⥋ Glaisins                                                     | Piscine-Patinoire ⥋ Glaisins                                                     | Piscine-Patinoire ⥋ Glaisins                                                     | Piscine-Patinoire ⥋ Glaisins                                                     | Piscine-Patinoire ⥋ Glaisins                                                     | Piscine-Patinoire ⥋ Glaisins                                                     | Piscine-Patinoire ⥋ Glaisins                                                     | Piscine-Patinoire ⥋ Glaisins                                                     |
| 5     | Ouverture / Fermeture 29 avril 2019 / — | Longueur —                                                                       | Durée 37 min                                                                     | Nb. d’arrêts 38                                                                  | Matériel Articulés Standards                                                     | Jours de fonctionnement L, Ma, Me, J, V, S                                       | Jour / Soir / Nuit / Fêtes O / N / N / N                                         | Voy. / an —                                                                      | Exploitant Sibra                                                                 |
| 5     | Desserte : - Villes et lieux desservis : Annecy (Piscine-Patinoire Jean Régis, Salle de concert L'Arcadium, Parc des Sports, Place des Romains, Centre commercial Courier, Place François de Menthon, Temple protestant, Théâtre de l'Échange, Centre culturel de Bonlieu, Le Pâquier, Impérial Palace, Annecy-le-Vieux : Parc Vignières-Pommaries, Institut Médico-pédagogique Notre-Dame du Sourire, Cimetière des Glaisins, Complexe sportif des Glaisins, Parc des Glaisins, Espace rencontre, Parc d'activités économiques des Glaisins) - Gare desservie : Gare d'Annecy |                                                                                  |                                                                                  |                                                                                  |                                                                                  |                                                                                  |                                                                                  |                                                                                  |                                                                                  |
| 5     | Autre : - Zone traversée : 380. - Amplitudes horaires : La ligne fonctionne du lundi au samedi de 5 h 50 à 20 h 30 environ. - Date de dernière mise à jour : 1er septembre 2025. |                                                                                  |                                                                                  |                                                                                  |                                                                                  |                                                                                  |                                                                                  |                                                                                  |                                                                                  |
| 5     | Dernière actualisation : — |                                                                                  |                                                                                  |                                                                                  |                                                                                  |                                                                                  |                                                                                  |                                                                                  |                                                                                  |
| 6     | La Salle Pringy ⥋ Colmyr | La Salle Pringy ⥋ Colmyr                                                         | La Salle Pringy ⥋ Colmyr                                                         | La Salle Pringy ⥋ Colmyr                                                         | La Salle Pringy ⥋ Colmyr                                                         | La Salle Pringy ⥋ Colmyr                                                         | La Salle Pringy ⥋ Colmyr                                                         | La Salle Pringy ⥋ Colmyr                                                         | La Salle Pringy ⥋ Colmyr                                                         |
| 6     | Ouverture / Fermeture 1er janvier 1980 / 27 mars 2024 | Longueur —                                                                       | Durée 41 min                                                                     | Nb. d’arrêts 33                                                                  | Matériel Standards                                                               | Jours de fonctionnement L, Ma, Me, J, V, S                                       | Jour / Soir / Nuit / Fêtes O / N / N / N                                         | Voy. / an —                                                                      | Exploitant Sibra                                                                 |
| 6     | Desserte : - Villes et lieux desservis : Annecy (Pringy), Épagny Metz-Tessy (Zone d'activités des Croiselets, Park Nord, Centre hospitalier Annecy Genevois, Conseil départemental de l'Ordre des médecins de Haute-Savoie, Zone d'aménagement concerté de La Bouvarde, Zone d'activités Les Longeray, Aéroport d'Annecy Haute-Savoie Mont-Blanc) et Annecy (Meythet : Zone d'activités Actigone, Stade André-Bérard, Centre départemental de secours, Gendarmerie, Salle de spectacles Le Rabelais, Mairie, Église Saint-Paul, Zone d'activités des Côtes, Cimetière, Zone d'activités du Pont du Tasset, Cran-Gevrier : Zone industrielle des Îles, Siège du Syndicat mixte du lac d'Annecy, Espace des pratiques musicales, Annecy : Chambre d'agriculture Savoie-Mont-Blanc, Siège du Grand Annecy, Chapelle et couvent des Capucins, Centre commercial Courier, Place François de Menthon, Temple protestant, Théâtre de l'Échange, Centre culturel de Bonlieu, Mairie, Jardins de l'Europe, Île des Cygnes, Église Saint-Maurice, Église Saint-François, Hôtel de Police, Piscine des Marquisats, Base nautique et plage des Marquisats, Gymnase des Marquisats, École supérieure d'art de l'agglomération d'Annecy, Le Brise Glace) - Gare desservie : Gare d'Annecy |                                                                                  |                                                                                  |                                                                                  |                                                                                  |                                                                                  |                                                                                  |                                                                                  |                                                                                  |
| 6     | Autre : - Zone traversée : 380. - Amplitudes horaires : La ligne fonctionne du lundi au samedi de 5 h 30 à 21 h 15 environ. - Date de dernière mise à jour : 16 octobre 2022. |                                                                                  |                                                                                  |                                                                                  |                                                                                  |                                                                                  |                                                                                  |                                                                                  |                                                                                  |
| 6     | Dernière actualisation : — |                                                                                  |                                                                                  |                                                                                  |                                                                                  |                                                                                  |                                                                                  |                                                                                  |                                                                                  |
| 7     | Grand Épagny ⥋ Annecy-le-Vieux — Vignières (Gare quai Sud sur certaines courses) | Grand Épagny ⥋ Annecy-le-Vieux — Vignières (Gare quai Sud sur certaines courses) | Grand Épagny ⥋ Annecy-le-Vieux — Vignières (Gare quai Sud sur certaines courses) | Grand Épagny ⥋ Annecy-le-Vieux — Vignières (Gare quai Sud sur certaines courses) | Grand Épagny ⥋ Annecy-le-Vieux — Vignières (Gare quai Sud sur certaines courses) | Grand Épagny ⥋ Annecy-le-Vieux — Vignières (Gare quai Sud sur certaines courses) | Grand Épagny ⥋ Annecy-le-Vieux — Vignières (Gare quai Sud sur certaines courses) | Grand Épagny ⥋ Annecy-le-Vieux — Vignières (Gare quai Sud sur certaines courses) | Grand Épagny ⥋ Annecy-le-Vieux — Vignières (Gare quai Sud sur certaines courses) |
| 7     | Ouverture / Fermeture 29 mars 2016 / 27 mars 2024 | Longueur —                                                                       | Durée 38 (27) min                                                                | Nb. d’arrêts 36 (21)                                                             | Matériel Articulés Standards                                                     | Jours de fonctionnement L, Ma, Me, J, V, S                                       | Jour / Soir / Nuit / Fêtes O / N / N / N                                         | Voy. / an —                                                                      | Exploitant Sibra                                                                 |
| 7     | Desserte : - Villes et lieux desservis : Épagny Metz-Tessy (Zone commerciale Grand Épagny, Centre commercial Grand Épagny) et Annecy (Meythet : Zone d'activités Actigone, Stade André-Bérard, Centre départemental de secours, Gendarmerie, Salle de spectacles Le Météore, Salle de spectacles Le Rabelais, Médiathèque Louise Michel, Cran-Gevrier : Ancienne papeterie Aussedat, Mairie, La Turbine sciences - Centre de culture scientifique technique et industrielle, Annecy : Banque de France, Temple protestant, Théâtre de l'Échange, Centre culturel de Bonlieu, Conseil départemental de la Haute-Savoie, Préfecture de la Haute-Savoie, Palais de justice, Annecy-le-Vieux : Parc Vignières-Pommaries) - Gare desservie : Gare d'Annecy |                                                                                  |                                                                                  |                                                                                  |                                                                                  |                                                                                  |                                                                                  |                                                                                  |                                                                                  |
| 7     | Autre : - Zone traversée : 380. - Amplitudes horaires : La ligne fonctionne du lundi au samedi de 6 h 30 à 21 h 5 environ. - Particularités : À raison d'un bus sur deux, la ligne est prolongée de la gare jusqu'au pôle Vignières. - Date de dernière mise à jour : 15 juillet 2023. |                                                                                  |                                                                                  |                                                                                  |                                                                                  |                                                                                  |                                                                                  |                                                                                  |                                                                                  |
| 7     | Dernière actualisation : — |                                                                                  |                                                                                  |                                                                                  |                                                                                  |                                                                                  |                                                                                  |                                                                                  |                                                                                  |

### Lignes complémentaires
| Ligne | Caractéristiques | Caractéristiques                                                                                           | Caractéristiques                                                                                           | Caractéristiques                                                                                           | Caractéristiques                                                                                           | Caractéristiques                                                                                           | Caractéristiques                                                                                           | Caractéristiques                                                                                           | Caractéristiques                                                                                           |
| 8     | Piscine-Patinoire ⥋ Chavanod — Stade (Lycée Baudelaire à certains services en semaine en heures de pointe) | Piscine-Patinoire ⥋ Chavanod — Stade (Lycée Baudelaire à certains services en semaine en heures de pointe) | Piscine-Patinoire ⥋ Chavanod — Stade (Lycée Baudelaire à certains services en semaine en heures de pointe) | Piscine-Patinoire ⥋ Chavanod — Stade (Lycée Baudelaire à certains services en semaine en heures de pointe) | Piscine-Patinoire ⥋ Chavanod — Stade (Lycée Baudelaire à certains services en semaine en heures de pointe) | Piscine-Patinoire ⥋ Chavanod — Stade (Lycée Baudelaire à certains services en semaine en heures de pointe) | Piscine-Patinoire ⥋ Chavanod — Stade (Lycée Baudelaire à certains services en semaine en heures de pointe) | Piscine-Patinoire ⥋ Chavanod — Stade (Lycée Baudelaire à certains services en semaine en heures de pointe) | Piscine-Patinoire ⥋ Chavanod — Stade (Lycée Baudelaire à certains services en semaine en heures de pointe) |
| ----- | --- | --- | --- | --- | --- | --- | --- | --- | --- |
| 8     | Ouverture / Fermeture 2 septembre 2013 / 27 mars 2024 | Longueur —                                                                                                 | Durée 28 (19) min                                                                                          | Nb. d’arrêts 23 (17)                                                                                       | Matériel Articulés Standards Midibus Minibus                                                               | Jours de fonctionnement L, Ma, Me, J, V, S                                                                 | Jour / Soir / Nuit / Fêtes O / N / N / N                                                                   | Voy. / an —                                                                                                | Exploitant Sibra / Transdev Bassin Annécien                                                                |
| 8     | Desserte : - Villes et lieux desservis : Annecy (Piscine-Patinoire Jean Régis, Salle de concert L'Arcadium, Parc des Sports, Cran-Gevrier : Espace des pratiques musicales, La Turbine sciences - Centre de culture scientifique technique et industrielle, Mairie, Ancienne papeterie Aussedat, Chapelle de Gevrier, Lycée professionnel Les Carillons, Église Sainte-Geneviève des Bressis, Gymnase, 27e bataillon de chasseurs alpins - Quartier Tom Morel, Centre d'éducation motrice - Institut Guillaume Belluard, Lycée Charles Baudelaire, Centre commercial E. Leclerc, Parc d'activités du Levray, Seynod : Zone industrielle des Césardes) et Chavanod (Stade) - Gare desservie : Aucune.                        | | | | | | | | |
| 8     | Autre : - Zone traversée : 380. - Amplitudes horaires : La ligne fonctionne du lundi au vendredi de 6 h 25 à 19 h 30 et le samedi jusqu'à 19 h environ. - Particularités : La ligne est limitée en semaine à raison de quatre allers-retours par jour, deux le matin et deux le soir, au tronçon entre Piscine-Patinoire et Lycée Baudelaire. - Date de dernière mise à jour : 15 juillet 2023. | | | | | | | | |
| 8     | Dernière actualisation : — | | | | | | | | |
| 9     | Clinique d'Argonay ⥋ Pôle d'échanges - Gare quai Est | Clinique d'Argonay ⥋ Pôle d'échanges - Gare quai Est                                                       | Clinique d'Argonay ⥋ Pôle d'échanges - Gare quai Est                                                       | Clinique d'Argonay ⥋ Pôle d'échanges - Gare quai Est                                                       | Clinique d'Argonay ⥋ Pôle d'échanges - Gare quai Est                                                       | Clinique d'Argonay ⥋ Pôle d'échanges - Gare quai Est                                                       | Clinique d'Argonay ⥋ Pôle d'échanges - Gare quai Est                                                       | Clinique d'Argonay ⥋ Pôle d'échanges - Gare quai Est                                                       | Clinique d'Argonay ⥋ Pôle d'échanges - Gare quai Est                                                       |
| 9     | Ouverture / Fermeture 1er septembre 1999 / 27 mars 2024 | Longueur —                                                                                                 | Durée 33 min                                                                                               | Nb. d’arrêts 29                                                                                            | Matériel Standards Midibus                                                                                 | Jours de fonctionnement L, Ma, Me, J, V, S                                                                 | Jour / Soir / Nuit / Fêtes O / N / N / N                                                                   | Voy. / an —                                                                                                | Exploitant Transdev Bassin Annécien                                                                        |
| 9     | Desserte : - Villes et lieux desservis : Argonay (Clinique, Cimetière, Mairie, Espace culturel « La ferme d'Argonay », Auditorium Maurice Jarniat, Église Saint-Chistophe, Château du Barrioz, Lycée Lachenal, Zone industrielle de Montava) et Annecy (Pringy : Zone industrielle de Pringy-Gare, Pont de Brogny, Annecy-le-Vieux, Annecy : Centre commercial Carrefour-Annecy, Piscine-Patinoire Jean Régis, Basilique Saint-Joseph-des-Fins, Chambre de commerce et d'industrie de la Haute-Savoie, Centre commercial Courier, Place François de Menthon, Temple protestant) - Gares desservies : Gare de Pringy et Gare d'Annecy                                                                                        | | | | | | | | |
| 9     | Autre : - Zone traversée : 380. - Amplitudes horaires : La ligne fonctionne du lundi au samedi de 6 h 10 à 20 h 25 environ. - Date de dernière mise à jour : 15 juillet 2023. | | | | | | | | |
| 9     | Dernière actualisation : — | | | | | | | | |
| 10    | Épagny Metz-Tessy ⥋ Pôle d'échanges - Gare quai Nord | Épagny Metz-Tessy ⥋ Pôle d'échanges - Gare quai Nord                                                       | Épagny Metz-Tessy ⥋ Pôle d'échanges - Gare quai Nord                                                       | Épagny Metz-Tessy ⥋ Pôle d'échanges - Gare quai Nord                                                       | Épagny Metz-Tessy ⥋ Pôle d'échanges - Gare quai Nord                                                       | Épagny Metz-Tessy ⥋ Pôle d'échanges - Gare quai Nord                                                       | Épagny Metz-Tessy ⥋ Pôle d'échanges - Gare quai Nord                                                       | Épagny Metz-Tessy ⥋ Pôle d'échanges - Gare quai Nord                                                       | Épagny Metz-Tessy ⥋ Pôle d'échanges - Gare quai Nord                                                       |
| 10    | Ouverture / Fermeture 1er septembre 2002 / 27 mars 2024 | Longueur —                                                                                                 | Durée 35 min                                                                                               | Nb. d’arrêts 26                                                                                            | Matériel Standards Midibus                                                                                 | Jours de fonctionnement L, Ma, Me, J, V, S                                                                 | Jour / Soir / Nuit / Fêtes O / N / N / N                                                                   | Voy. / an —                                                                                                | Exploitant Transdev Bassin Annécien                                                                        |
| 10    | Desserte : - Villes et lieux desservis : Épagny Metz-Tessy (Zone commerciale Grand Épagny, Mairie d'Épagny, Mairie de Metz-Tessy, Chapelle de l'Institution Saint-Joseph, Zone d'activités Les Longeray, Zone industrielle des Îles, Centre hospitalier Annecy Genevois, Conseil départemental de l'Ordre des médecins de Haute-Savoie, Zone d'aménagement concerté de La Bouvarde) et Annecy (Annecy-le-Vieux : Zone d'activités des Îlettes, Annecy : Centre commercial Carrefour-Annecy, Piscine-Patinoire Jean Régis, Basilique Saint-Joseph-des-Fins, Chambre de commerce et d'industrie de la Haute-Savoie, Centre commercial Courier, Place François de Menthon, Temple protestant) - Gare desservie : Gare d'Annecy | | | | | | | | |
| 10    | Autre : - Zone traversée : 380. - Amplitudes horaires : La ligne fonctionne du lundi au samedi de 5 h 55 à 20 h 5 environ. - Date de dernière mise à jour : 15 décembre 2019. | | | | | | | | |
| 10    | Dernière actualisation : — | | | | | | | | |

### Lignes de proximité
| Ligne | Caractéristiques | Caractéristiques                                                                                                  | Caractéristiques                                                                                                  | Caractéristiques                                                                                                  | Caractéristiques                                                                                                  | Caractéristiques                                                                                                  | Caractéristiques                                                                                                  | Caractéristiques                                                                                                  | Caractéristiques                                                                                                  |
| 11    | Meythet — Le Rabelais ⥋ La Salle Pringy | Meythet — Le Rabelais ⥋ La Salle Pringy                                                                           | Meythet — Le Rabelais ⥋ La Salle Pringy                                                                           | Meythet — Le Rabelais ⥋ La Salle Pringy                                                                           | Meythet — Le Rabelais ⥋ La Salle Pringy                                                                           | Meythet — Le Rabelais ⥋ La Salle Pringy                                                                           | Meythet — Le Rabelais ⥋ La Salle Pringy                                                                           | Meythet — Le Rabelais ⥋ La Salle Pringy                                                                           | Meythet — Le Rabelais ⥋ La Salle Pringy                                                                           |
| ----- | --- | --- | --- | --- | --- | --- | --- | --- | --- |
| 11    | Ouverture / Fermeture 1er septembre 2002 / 27 mars 2024 | Longueur — | Durée 25 min | Nb. d’arrêts 24                                                                                                   | Matériel Minibus                                                                                                  | Jours de fonctionnement L, Ma, Me, J, V, S                                                                        | Jour / Soir / Nuit / Fêtes O / N / N / N                                                                          | Voy. / an — | Exploitant Transdev Haute-Savoie                                                                                  |
| 11    | Desserte : - Villes et lieux desservis : Annecy (Meythet : Mairie, Salle de spectacles Le Rabelais, Salle de spectacles Le Météore, Gendarmerie, Centre départemental de secours, Stade André-Bérard, Zone d'activités Actigone), Épagny Metz-Tessy (Zone commerciale Grand Épagny, Mairie d'Épagny, Mairie de Metz-Tessy, Chapelle de l'Institution Saint-Joseph, Zone d'activités Les Longeray, Zone d'aménagement concerté de La Bouvarde, Conseil départemental de l'Ordre des médecins de Haute-Savoie, Centre hospitalier Annecy Genevois, Park Nord, Zone d'activités des Croiselets) et Annecy (Pringy) - Gare desservie : Aucune. | | | | | | | | |
| 11    | Autre : - Zone traversée : 380. - Amplitudes horaires : La ligne fonctionne du lundi au samedi de 6 h 10 à 19 h 30 environ. - Date de dernière mise à jour : 15 décembre 2019. | | | | | | | | |
| 11    | Dernière actualisation : — | | | | | | | | |
| 12    | Poisy — Moiry (Lovagny six allers-retours par jour / Macully six allers-retours par jour) ⥋ Meythet — Le Rabelais | Poisy — Moiry (Lovagny six allers-retours par jour / Macully six allers-retours par jour) ⥋ Meythet — Le Rabelais | Poisy — Moiry (Lovagny six allers-retours par jour / Macully six allers-retours par jour) ⥋ Meythet — Le Rabelais | Poisy — Moiry (Lovagny six allers-retours par jour / Macully six allers-retours par jour) ⥋ Meythet — Le Rabelais | Poisy — Moiry (Lovagny six allers-retours par jour / Macully six allers-retours par jour) ⥋ Meythet — Le Rabelais | Poisy — Moiry (Lovagny six allers-retours par jour / Macully six allers-retours par jour) ⥋ Meythet — Le Rabelais | Poisy — Moiry (Lovagny six allers-retours par jour / Macully six allers-retours par jour) ⥋ Meythet — Le Rabelais | Poisy — Moiry (Lovagny six allers-retours par jour / Macully six allers-retours par jour) ⥋ Meythet — Le Rabelais | Poisy — Moiry (Lovagny six allers-retours par jour / Macully six allers-retours par jour) ⥋ Meythet — Le Rabelais |
| 12    | Ouverture / Fermeture 1er septembre 2002 / 27 mars 2024 | Longueur — | Durée 16 (19-15) min                                                                                              | Nb. d’arrêts 15 (16-13)                                                                                           | Matériel Minibus                                                                                                  | Jours de fonctionnement L, Ma, Me, J, V, S                                                                        | Jour / Soir / Nuit / Fêtes O / N / N / N                                                                          | Voy. / an — | Exploitant Transdev Haute-Savoie                                                                                  |
| 12    | Desserte : - Villes et lieux desservis : Lovagny (Mairie), Poisy (Afpa, Zone d'activités du Pré de Seran, Stade, Mairie) et Annecy (Meythet : Centre départemental de secours, Gendarmerie, Salle de spectacles Le Météore, Salle de spectacles Le Rabelais, Mairie) - Gare desservie : Aucune. | | | | | | | | |
| 12    | Autre : - Zone traversée : 380. - Amplitudes horaires : La ligne fonctionne du lundi au samedi de 7 h à 19 h 55 environ. - Particularités : La ligne est limitée à raison de six allers-retours par jour, à Macully, l'arrêt Lachat n'étant desservi qu'à ces moments-là. La ligne est prolongée à raison de six allers-retours par jour à l'arrêt Lovagny, situé sur la commune du même nom. - Date de dernière mise à jour : 16 octobre 2022. | | | | | | | | |
| 12    | Dernière actualisation : — | | | | | | | | |
| 13    | Quintal — La Fruitière (Balmont environ un bus sur trois) ⥋ Lycée Baudelaire (Seynod — Vieugy après 19 h) | Quintal — La Fruitière (Balmont environ un bus sur trois) ⥋ Lycée Baudelaire (Seynod — Vieugy après 19 h)         | Quintal — La Fruitière (Balmont environ un bus sur trois) ⥋ Lycée Baudelaire (Seynod — Vieugy après 19 h)         | Quintal — La Fruitière (Balmont environ un bus sur trois) ⥋ Lycée Baudelaire (Seynod — Vieugy après 19 h)         | Quintal — La Fruitière (Balmont environ un bus sur trois) ⥋ Lycée Baudelaire (Seynod — Vieugy après 19 h)         | Quintal — La Fruitière (Balmont environ un bus sur trois) ⥋ Lycée Baudelaire (Seynod — Vieugy après 19 h)         | Quintal — La Fruitière (Balmont environ un bus sur trois) ⥋ Lycée Baudelaire (Seynod — Vieugy après 19 h)         | Quintal — La Fruitière (Balmont environ un bus sur trois) ⥋ Lycée Baudelaire (Seynod — Vieugy après 19 h)         | Quintal — La Fruitière (Balmont environ un bus sur trois) ⥋ Lycée Baudelaire (Seynod — Vieugy après 19 h)         |
| 13    | Ouverture / Fermeture 29 août 2011 / 27 mars 2024 | Longueur — | Durée 20 (24) (6-12) min                                                                                          | Nb. d’arrêts 21 (24) (5-11)                                                                                       | Matériel Midibus/Standard                                                                                         | Jours de fonctionnement L, Ma, Me, J, V, S                                                                        | Jour / Soir / Nuit / Fêtes O / N / N / N                                                                          | Voy. / an — | Exploitant Transdev Haute-Savoie                                                                                  |
| 13    | Desserte : - Villes et lieux desservis : Quintal (Mairie) et Annecy (Seynod : Mairie annexe de Balmont, église Saint-Martin de Vieugy, Mairie annexe de Vieugy, Maison médicale de Vieugy, Parc des services techniques, Polynôme, hôpital de jour Les Regains, Mairie, Auditorium, institution Pierre Favre, lycée Privé Le Bressis, Cran-Gevrier : église Sainte-Geneviève des Bressis, lycée professionnel Les Carillons, Gymnase, 27e bataillon de chasseurs alpins - Quartier Tom Morel, Centre d'éducation motrice - institut Guillaume Belluard, lycée Charles Baudelaire) - Gare desservie : Aucune. | | | | | | | | |
| 13    | Autre : - Zone traversée : 380. - Amplitudes horaires : La ligne fonctionne du lundi au samedi de 7 h 5 à 19 h 10 environ. - Particularités : La branche vers Balmont est desservie à raison d'un bus sur trois environ, les arrêts situés après Pesset à destination de Quintal - La Fruitière ne sont alors pas desservis. Le dernier service ne fonctionne qu'entre Quintal - La Fruitière ou Balmont et Seynod - Vieugy, il faut alors effectuer la correspondance avec la ligne 5 pour continuer vers le centre-ville de Seynod. - Date de dernière mise à jour : 15 décembre 2019. | | | | | | | | |
| 13    | Dernière actualisation : — | | | | | | | | |
| 14    | Piscine-Patinoire ⥋ Visitation | Piscine-Patinoire ⥋ Visitation                                                                                    | Piscine-Patinoire ⥋ Visitation                                                                                    | Piscine-Patinoire ⥋ Visitation                                                                                    | Piscine-Patinoire ⥋ Visitation                                                                                    | Piscine-Patinoire ⥋ Visitation                                                                                    | Piscine-Patinoire ⥋ Visitation                                                                                    | Piscine-Patinoire ⥋ Visitation                                                                                    | Piscine-Patinoire ⥋ Visitation                                                                                    |
| 14    | Ouverture / Fermeture 1er septembre 2004 / 27 mars 2024 | Longueur — | Durée 32 min | Nb. d’arrêts 37                                                                                                   | Matériel Minibus                                                                                                  | Jours de fonctionnement L, Ma, Me, J, V, S                                                                        | Jour / Soir / Nuit / Fêtes O / O / N / N                                                                          | Voy. / an — | Exploitant Transdev Haute-Savoie                                                                                  |
| 14    | Desserte : - Villes et lieux desservis : Annecy (Piscine-Patinoire Jean Régis, Centre commercial Carrefour-Annecy, Annecy-le-Vieux : château de la Cour, Mairie, Clocher d'Annecy-le-Vieux, Église Saint-Laurent, Institut Médico-pédagogique Notre-Dame du Sourire, parc Vignières-Pommaries, stade d'Albigny, base nautique du Petit Port, Site sublacustre du Petit Port, église Sainte-Bernadette, Annecy : Impérial Palace, Clinique du Lac, Préfecture de la Haute-Savoie, Conseil départemental de la Haute-Savoie, Centre culturel de Bonlieu, place François de Menthon, temple protestant, Théâtre de l'Échange, Mairie, Jardins de l'Europe, Île des Cygnes, Église Saint-Maurice, Église Saint-François, hôtel de Police, piscine des Marquisats, Château de Trésum, Cité de l'image en mouvement, Conservatoire d'art et d'histoire, Gobelins, Clinique générale, Missionnaires de Saint-François de Sales, monastère et basilique de la Visitation) - Gare desservie : Gare d'Annecy | | | | | | | | |
| 14    | Autre : - Zone traversée : 380. - Amplitudes horaires : La ligne fonctionne du lundi au samedi de 5 h 40 à 22 h environ. - Date de dernière mise à jour : 16 octobre 2022. | | | | | | | | |
| 14    | Dernière actualisation : — | | | | | | | | |
| 15    | Loverchy Village (Seynod — Bois Gentil un à deux bus par heure) ⥋ Petite Jeanne | Loverchy Village (Seynod — Bois Gentil un à deux bus par heure) ⥋ Petite Jeanne                                   | Loverchy Village (Seynod — Bois Gentil un à deux bus par heure) ⥋ Petite Jeanne                                   | Loverchy Village (Seynod — Bois Gentil un à deux bus par heure) ⥋ Petite Jeanne                                   | Loverchy Village (Seynod — Bois Gentil un à deux bus par heure) ⥋ Petite Jeanne                                   | Loverchy Village (Seynod — Bois Gentil un à deux bus par heure) ⥋ Petite Jeanne                                   | Loverchy Village (Seynod — Bois Gentil un à deux bus par heure) ⥋ Petite Jeanne                                   | Loverchy Village (Seynod — Bois Gentil un à deux bus par heure) ⥋ Petite Jeanne                                   | Loverchy Village (Seynod — Bois Gentil un à deux bus par heure) ⥋ Petite Jeanne                                   |
| 15    | Ouverture / Fermeture 29 août 2016 / 27 mars 2024 | Longueur — | Durée 30 (25) min                                                                                                 | Nb. d’arrêts 22 (27)                                                                                              | Matériel Minibus                                                                                                  | Jours de fonctionnement L, Ma, Me, J, V, S                                                                        | Jour / Soir / Nuit / Fêtes O / N / N / N                                                                          | Voy. / an — | Exploitant Transdev Haute-Savoie                                                                                  |
| 15    | Desserte : - Villes et lieux desservis : Annecy (Seynod : Résidence La Tonnelle, Hôpital psychiatrique, Zone d'activités de Vovray-Barral, École technique privée, Annecy : Zone d'activités de Vovray-Barral, dépôt de bus et siège social de la Sibra, IPAC, Établissement privé Saint-Michel (Lycée), Espace culturel et sportif des Balmettes, Lycée Gabriel Fauré, Cimetière de Loverchy, Banque de France, Temple protestant, Théâtre de l'Échange, Centre culturel de Bonlieu, Mairie, Jardins de l'Europe, Île des Cygnes, Église Saint-Maurice, Église Saint-François, Hôtel de Police, Piscine des Marquisats, Château de Trésum, Cité de l'image en mouvement, Conservatoire d'art et d'histoire, Gobelins, Camping du Belvédère) - Gare desservie : Gare d'Annecy | | | | | | | | |
| 15    | Autre : - Zone traversée : 380. - Amplitudes horaires : La ligne fonctionne du lundi au vendredi de 6 h 20 à 20 h 10 et le samedi à partir de 6 h 35 environ. - Particularités : À partir de 8 h 30 et sauf de 12 h à 14 h environ, la ligne est prolongée à raison d'un à deux bus par heure à Seynod - Bois Gentil. - Date de dernière mise à jour : 16 octobre 2022. | | | | | | | | |
| 15    | Dernière actualisation : — | | | | | | | | |
| 16    | Chavanod — Stade (Montagny — Avulliens six aller-retour par jour) ⥋ Chavanod via Cran-Gevrier et Seynod | Chavanod — Stade (Montagny — Avulliens six aller-retour par jour) ⥋ Chavanod via Cran-Gevrier et Seynod           | Chavanod — Stade (Montagny — Avulliens six aller-retour par jour) ⥋ Chavanod via Cran-Gevrier et Seynod           | Chavanod — Stade (Montagny — Avulliens six aller-retour par jour) ⥋ Chavanod via Cran-Gevrier et Seynod           | Chavanod — Stade (Montagny — Avulliens six aller-retour par jour) ⥋ Chavanod via Cran-Gevrier et Seynod           | Chavanod — Stade (Montagny — Avulliens six aller-retour par jour) ⥋ Chavanod via Cran-Gevrier et Seynod           | Chavanod — Stade (Montagny — Avulliens six aller-retour par jour) ⥋ Chavanod via Cran-Gevrier et Seynod           | Chavanod — Stade (Montagny — Avulliens six aller-retour par jour) ⥋ Chavanod via Cran-Gevrier et Seynod           | Chavanod — Stade (Montagny — Avulliens six aller-retour par jour) ⥋ Chavanod via Cran-Gevrier et Seynod           |
| 16    | Ouverture / Fermeture 29 août 2011 / 27 mars 2024 | Longueur — | Durée 38 (44) min                                                                                                 | Nb. d’arrêts 33 (36)                                                                                              | Matériel Minibus                                                                                                  | Jours de fonctionnement L, Ma, Me, J, V, S                                                                        | Jour / Soir / Nuit / Fêtes O / N / N / N                                                                          | Voy. / an — | Exploitant Transdev Haute-Savoie                                                                                  |
| 16    | Desserte : - Villes et lieux desservis : Montagny-les-Lanches (Mairie, Église Saint-Maurice), Chavanod (Stade, Mairie) et Annecy (Seynod : Parc d'activités des Prés Bouviaux, Parc des sports Max Décarre, Gymnase, Mairie, Auditorium, Institution Pierre Favre, Lycée Privé Le Bressis, Cran-Gevrier : Église Sainte-Geneviève des Bressis, Cercle mixte du 27e BCA, Centre commercial E. Leclerc, Lycée professionnel Les Carillons, Chapelle de Gevrier, Parc d'activités du Levray, Parc d'activités Altaïs) - Gare desservie : Aucune. | | | | | | | | |
| 16    | Autre : - Zone traversée : 380. - Amplitudes horaires : La ligne fonctionne du lundi au vendredi de 6 h 50 à 20 h 10 et le samedi à partir de 6 h 55 environ. - Particularités : La ligne dessert à raison de six allers-retours par jour le terminus Montagny - Avulliens. La ligne ne dessert alors pas Chavanod Stade en tant que terminus. En effet, la ligne effectue un parcours en forme de U ayant la particularité de voir ses deux extrémités situées à Chavanod, en exceptant les services desservant Montagny-les-Lanches, et de passer deux fois aux arrêts Chavanod Stade, Corbier et Chez Chamoux à chaque service (sauf pour Chavanod Stade, si le bus dessert Montagny). La ligne dessert l'arrêt Champanod en direction du terminus Chavanod deux fois par jour, vers 8 h 15 et 17 h. - Date de dernière mise à jour : 15 décembre 2019. | | | | | | | | |
| 16    | Dernière actualisation : — | | | | | | | | |
| 17    | Piscine-Patinoire ⥋ Bulloz-Fruitière | Piscine-Patinoire ⥋ Bulloz-Fruitière                                                                              | Piscine-Patinoire ⥋ Bulloz-Fruitière                                                                              | Piscine-Patinoire ⥋ Bulloz-Fruitière                                                                              | Piscine-Patinoire ⥋ Bulloz-Fruitière                                                                              | Piscine-Patinoire ⥋ Bulloz-Fruitière                                                                              | Piscine-Patinoire ⥋ Bulloz-Fruitière                                                                              | Piscine-Patinoire ⥋ Bulloz-Fruitière                                                                              | Piscine-Patinoire ⥋ Bulloz-Fruitière                                                                              |
| 17    | Ouverture / Fermeture 3 septembre 2012 / 27 mars 2024 | Longueur — | Durée 24 min | Nb. d’arrêts 21                                                                                                   | Matériel Minibus                                                                                                  | Jours de fonctionnement L, Ma, Me, J, V, S                                                                        | Jour / Soir / Nuit / Fêtes O / N / N / N                                                                          | Voy. / an — | Exploitant Transdev Haute-Savoie                                                                                  |
| 17    | Desserte : - Villes et lieux desservis : Annecy (Piscine-Patinoire Jean Régis, Centre commercial Carrefour-Annecy, Annecy-le-Vieux : Château de la Cour, Mairie, Clocher d'Annecy-le-Vieux, Église Saint-Laurent, Institut Médico-pédagogique Notre-Dame du Sourire, Parc Vignières-Pommaries, Domaine universitaire de l'Université Savoie Mont Blanc, IAE Savoie Mont-Blanc d'Annecy, Polytech Annecy-Chambéry, Laboratoire d'Annecy-le-Vieux de physique des particules, Parc d'activités économiques des Glaisins) - Gare desservie : Aucune. | | | | | | | | |
| 17    | Autre : - Zone traversée : 380. - Amplitudes horaires : La ligne fonctionne du lundi au samedi de 6 h 40 à 19 h 30 environ. - Date de dernière mise à jour : 15 décembre 2019. | | | | | | | | |
| 17    | Dernière actualisation : — | | | | | | | | |
| 18    | Pringy — Grande ferme (Pringy — Ferrières deux allers-retours par jour) ⥋ Hôpital | Pringy — Grande ferme (Pringy — Ferrières deux allers-retours par jour) ⥋ Hôpital                                 | Pringy — Grande ferme (Pringy — Ferrières deux allers-retours par jour) ⥋ Hôpital                                 | Pringy — Grande ferme (Pringy — Ferrières deux allers-retours par jour) ⥋ Hôpital                                 | Pringy — Grande ferme (Pringy — Ferrières deux allers-retours par jour) ⥋ Hôpital                                 | Pringy — Grande ferme (Pringy — Ferrières deux allers-retours par jour) ⥋ Hôpital                                 | Pringy — Grande ferme (Pringy — Ferrières deux allers-retours par jour) ⥋ Hôpital                                 | Pringy — Grande ferme (Pringy — Ferrières deux allers-retours par jour) ⥋ Hôpital                                 | Pringy — Grande ferme (Pringy — Ferrières deux allers-retours par jour) ⥋ Hôpital                                 |
| 18    | Ouverture / Fermeture 3 septembre 2012 / 27 mars 2024 | Longueur — | Durée 16 (26) min                                                                                                 | Nb. d’arrêts 15 (17)                                                                                              | Matériel Minibus                                                                                                  | Jours de fonctionnement L, Ma, Me, J, V, S                                                                        | Jour / Soir / Nuit / Fêtes O / N / N / N                                                                          | Voy. / an — | Exploitant Transdev Haute-Savoie                                                                                  |
| 18    | Desserte : - Villes et lieux desservis : Annecy (Pringy : Château de Promery, Parc d'activités de Pré-Mairy, Mairie, Église Saint-Maurice, Zone industrielle de Pringy-Gare) et Épagny Metz-Tessy (Zone d'activités des Croiselets, Park Nord, Conseil départemental de l'Ordre des médecins de Haute-Savoie, Zone d'aménagement concerté de La Bouvarde, Centre hospitalier Annecy Genevois) - Gare desservie : Gare de Pringy | | | | | | | | |
| 18    | Autre : - Zone traversée : 380. - Amplitudes horaires : La ligne fonctionne du lundi au vendredi de 6 h 45 à 20 h 5 et le samedi de 7 h à 19 h 55 environ. - Particularités : La ligne est prolongée à raison de deux allers-retours par jour vers 13 h et 19 h à Pringy - Ferières. En semaine en période scolaire, elle dessert l'arrêt supplémentaire Pont de Brogny le matin vers 8 h en direction de Pringy et le soir vers 16 h dans l'autre sens. - Date de dernière mise à jour : 15 décembre 2019. | | | | | | | | |
| 18    | Dernière actualisation : — | | | | | | | | |

### Lignes dominicales
Le réseau dominical est composé des lignes I à L et des lignes 50A et 60.
| Ligne | Caractéristiques | Caractéristiques                                                              | Caractéristiques                                                              | Caractéristiques                                                              | Caractéristiques                                                              | Caractéristiques                                                              | Caractéristiques                                                              | Caractéristiques                                                              | Caractéristiques                                                              |
| I     | Poisy — Moiry ⥋ Campus | Poisy — Moiry ⥋ Campus                                                        | Poisy — Moiry ⥋ Campus                                                        | Poisy — Moiry ⥋ Campus                                                        | Poisy — Moiry ⥋ Campus                                                        | Poisy — Moiry ⥋ Campus                                                        | Poisy — Moiry ⥋ Campus                                                        | Poisy — Moiry ⥋ Campus                                                        | Poisy — Moiry ⥋ Campus                                                        |
| ----- | --- | ----------------------------------------------------------------------------- | ----------------------------------------------------------------------------- | ----------------------------------------------------------------------------- | ----------------------------------------------------------------------------- | ----------------------------------------------------------------------------- | ----------------------------------------------------------------------------- | ----------------------------------------------------------------------------- | ----------------------------------------------------------------------------- |
| I     | Ouverture / Fermeture 28 juin 1999 / 28 avril 2024 | Longueur —                                                                    | Durée 48 min                                                                  | Nb. d’arrêts 51                                                               | Matériel Standards                                                            | Jours de fonctionnement D et jours fériés                                     | Jour / Soir / Nuit / Fêtes O / N / N / O                                      | Voy. / an —                                                                   | Exploitant Transdev Haute-Savoie                                              |
| I     | Desserte : - Villes et lieux desservis : Poisy (Mairie), Annecy (Meythet : Centre départemental de secours, Gendarmerie, Salle de spectacles Le Météore, Salle de spectacles Le Rabelais, Mairie, Médiathèque Louise Michel, Cran-Gevrier : Chapelle de Gevrier, Église Saint-Étienne, Pont-Neuf, Annecy : Banque de France, Temple protestant, Théâtre de l'Échange, Centre culturel de Bonlieu, Conseil départemental de la Haute-Savoie, Préfecture de la Haute-Savoie, Palais de justice, Église Saint-Louis de Novel, Archives départementales de la Haute-Savoie, Gymnase des Teppes, Annecy-le-Vieux : Château de la Cour, Mairie, Clocher d'Annecy-le-Vieux, Église Saint-Laurent, Cimetière des Glaisins, Complexe sportif des Glaisins, Parc des Glaisins, Domaine universitaire de l'Université Savoie Mont Blanc, IUT, IAE Savoie Mont-Blanc d'Annecy, Polytech Annecy-Chambéry, Laboratoire d'Annecy-le-Vieux de physique des particules) - Gare desservie : Gare d'Annecy |                                                                               |                                                                               |                                                                               |                                                                               |                                                                               |                                                                               |                                                                               |                                                                               |
| I     | Autre : - Zone traversée : 380. - Amplitudes horaires : La ligne fonctionne les dimanches et fêtes de 8 h 20 à 19 h 20 environ. - Date de dernière mise à jour : 15 décembre 2019. |                                                                               |                                                                               |                                                                               |                                                                               |                                                                               |                                                                               |                                                                               |                                                                               |
| I     | Dernière actualisation : — |                                                                               |                                                                               |                                                                               |                                                                               |                                                                               |                                                                               |                                                                               |                                                                               |
| J     | La Salle Pringy (Pringy — Grande Ferme à certains services) ⥋ Seynod — Vieugy | La Salle Pringy (Pringy — Grande Ferme à certains services) ⥋ Seynod — Vieugy | La Salle Pringy (Pringy — Grande Ferme à certains services) ⥋ Seynod — Vieugy | La Salle Pringy (Pringy — Grande Ferme à certains services) ⥋ Seynod — Vieugy | La Salle Pringy (Pringy — Grande Ferme à certains services) ⥋ Seynod — Vieugy | La Salle Pringy (Pringy — Grande Ferme à certains services) ⥋ Seynod — Vieugy | La Salle Pringy (Pringy — Grande Ferme à certains services) ⥋ Seynod — Vieugy | La Salle Pringy (Pringy — Grande Ferme à certains services) ⥋ Seynod — Vieugy | La Salle Pringy (Pringy — Grande Ferme à certains services) ⥋ Seynod — Vieugy |
| J     | Ouverture / Fermeture 28 juin 1999 / 28 avril 2024 | Longueur —                                                                    | Durée 41 (48) min                                                             | Nb. d’arrêts 37 (41)                                                          | Matériel Standards                                                            | Jours de fonctionnement D et jours fériés                                     | Jour / Soir / Nuit / Fêtes O / N / N / O                                      | Voy. / an —                                                                   | Exploitant Transdev Haute-Savoie                                              |
| J     | Desserte : - Villes et lieux desservis : Annecy (Pringy), Épagny Metz-Tessy (Zone d'activités des Croiselets, Park Nord, Conseil départemental de l'Ordre des médecins de Haute-Savoie, Zone d'aménagement concerté de La Bouvarde, Centre hospitalier Annecy Genevois) et Annecy (Annecy-le-Vieux : Zone d'activités des Îlettes), Annecy : Centre commercial Carrefour-Annecy, Piscine-Patinoire Jean Régis, Basilique Saint-Joseph-des-Fins, Chambre de commerce et d'industrie de la Haute-Savoie, Centre commercial Courier, Place François de Menthon, Centre culturel de Bonlieu, Théâtre de l'Échange, Temple protestant, Banque de France, Cran-Gevrier : Église Saint-Étienne, Église Sainte-Geneviève des Bressis, Seynod : Lycée Privé Le Bressis, Institution Pierre Favre, Auditorium, Mairie, Établissement des Cordeliers, Zone commerciale Val Semnoz, Centre commercial Géant-Casino, Mairie annexe de Vieugy) - Gares desservies : Gare de Pringy et gare d'Annecy |                                                                               |                                                                               |                                                                               |                                                                               |                                                                               |                                                                               |                                                                               |                                                                               |
| J     | Autre : - Zone traversée : 380. - Amplitudes horaires : La ligne fonctionne les dimanches et fêtes de 7 h 25 à 20 h 50 environ. - Particularités : Six fois par jour, la ligne est prolongée à Pringy Grande Ferme. - Date de dernière mise à jour : 15 décembre 2019. |                                                                               |                                                                               |                                                                               |                                                                               |                                                                               |                                                                               |                                                                               |                                                                               |
| J     | Dernière actualisation : — |                                                                               |                                                                               |                                                                               |                                                                               |                                                                               |                                                                               |                                                                               |                                                                               |
| K     | Paradis ⥋ Clinique d'Argonay | Paradis ⥋ Clinique d'Argonay                                                  | Paradis ⥋ Clinique d'Argonay                                                  | Paradis ⥋ Clinique d'Argonay                                                  | Paradis ⥋ Clinique d'Argonay                                                  | Paradis ⥋ Clinique d'Argonay                                                  | Paradis ⥋ Clinique d'Argonay                                                  | Paradis ⥋ Clinique d'Argonay                                                  | Paradis ⥋ Clinique d'Argonay                                                  |
| K     | Ouverture / Fermeture 28 juin 1999 / 28 avril 2024 | Longueur —                                                                    | Durée 36 min                                                                  | Nb. d’arrêts 34                                                               | Matériel Midibus                                                              | Jours de fonctionnement D et jours fériés                                     | Jour / Soir / Nuit / Fêtes O / N / N / O                                      | Voy. / an —                                                                   | Exploitant Transdev Haute-Savoie                                              |
| K     | Desserte : - Villes et lieux desservis : Annecy (Gobelins, Conservatoire d'art et d'histoire, Cité de l'image en mouvement, Château de Trésum, Piscine des Marquisats, Hôtel de Police, Église Saint-François, Église Saint-Maurice, Jardins de l'Europe, Île des Cygnes, Mairie, Centre culturel de Bonlieu, Théâtre de l'Échange, Temple protestant, Place François de Menthon, Centre commercial Courier, Place des Romains, Parc des Sports, Salle de concert L'Arcadium, Piscine-Patinoire Jean Régis, Centre commercial Carrefour-Annecy, Annecy-le-Vieux), Épagny Metz-Tessy (Centre hospitalier Annecy Genevois, Zone d'aménagement concerté de La Bouvarde, Conseil départemental de l'Ordre des médecins de Haute-Savoie, Park Nord, Zone d'activités des Croiselets), Annecy (Pringy : Pont de Brogny, Zone industrielle de Pringy-Gare) et Argonay (Zone industrielle de Montava, Lycée Lachenal, Château du Barrioz, Église Saint-Chistophe, Auditorium Maurice Jarniat, Espace culturel « La ferme d'Argonay », Mairie, Cimetière, Clinique) - Gares desservies : Gare d'Annecy et Gare de Pringy                                                               |                                                                               |                                                                               |                                                                               |                                                                               |                                                                               |                                                                               |                                                                               |                                                                               |
| K     | Autre : - Zone traversée : 380. - Amplitudes horaires : La ligne fonctionne les dimanches et fêtes à raison de cinq allers-retours par jour étalés entre 8 h 30 et 18 h 55 environ. - Date de dernière mise à jour : 15 décembre 2019. |                                                                               |                                                                               |                                                                               |                                                                               |                                                                               |                                                                               |                                                                               |                                                                               |
| K     | Dernière actualisation : — |                                                                               |                                                                               |                                                                               |                                                                               |                                                                               |                                                                               |                                                                               |                                                                               |
| L     | Hôpital ⥋ Campus | Hôpital ⥋ Campus                                                              | Hôpital ⥋ Campus                                                              | Hôpital ⥋ Campus                                                              | Hôpital ⥋ Campus                                                              | Hôpital ⥋ Campus                                                              | Hôpital ⥋ Campus                                                              | Hôpital ⥋ Campus                                                              | Hôpital ⥋ Campus                                                              |
| L     | Ouverture / Fermeture 28 juin 1999 / 28 avril 2024 | Longueur —                                                                    | Durée 49 min                                                                  | Nb. d’arrêts 46                                                               | Matériel Standards                                                            | Jours de fonctionnement D et jours fériés                                     | Jour / Soir / Nuit / Fêtes O / N / N / O                                      | Voy. / an —                                                                   | Exploitant Transdev Haute-Savoie                                              |
| L     | Desserte : - Villes et lieux desservis : Épagny Metz-Tessy (Centre hospitalier Annecy Genevois, Zone d'activités Les Longeray, Chapelle de l'Institution Saint-Joseph, Mairie de Metz-Tessy, Mairie d'Épagny, Zone commerciale Grand Épagny) et Annecy (Meythet : Zone d'activités Actigone, Stade André-Bérard, Centre départemental de secours, Gendarmerie, Salle de spectacles Le Météore, Salle de spectacles Le Rabelais, Mairie, Médiathèque Louise Michel, Cran-Gevrier : Ancienne papeterie Aussedat, Mairie, La Turbine sciences - Centre de culture scientifique technique et industrielle, Annecy : Chapelle et couvent des Capucins, Centre commercial Courier, Place François de Menthon, Temple protestant, Théâtre de l'Échange, Centre culturel de Bonlieu, Conseil départemental de la Haute-Savoie, Préfecture de la Haute-Savoie, Palais de justice, Impérial Palace, Annecy-le-Vieux : Église Sainte-Bernadette, Parc Vignières-Pommaries, Domaine universitaire de l'Université Savoie Mont Blanc, IAE Savoie Mont-Blanc d'Annecy, Polytech Annecy-Chambéry, Laboratoire d'Annecy-le-Vieux de physique des particules) - Gare desservie : Gare d'Annecy |                                                                               |                                                                               |                                                                               |                                                                               |                                                                               |                                                                               |                                                                               |                                                                               |
| L     | Autre : - Zone traversée : 380. - Amplitudes horaires : La ligne fonctionne les dimanches et fêtes à raison de cinq allers-retours par jour étalés entre 8 h 30 et 19 h 15 environ. - Date de dernière mise à jour : 15 décembre 2019. |                                                                               |                                                                               |                                                                               |                                                                               |                                                                               |                                                                               |                                                                               |                                                                               |
| L     | Dernière actualisation : — |                                                                               |                                                                               |                                                                               |                                                                               |                                                                               |                                                                               |                                                                               |                                                                               |

### Ligne nocturne
Le réseau nocturne est composé des lignes « Rythmo », des lignes 50A et 60 et de la ligne nocturne N.
| Ligne | Caractéristiques | Caractéristiques         | Caractéristiques         | Caractéristiques         | Caractéristiques         | Caractéristiques                           | Caractéristiques                         | Caractéristiques         | Caractéristiques                   |
| N     | La Salle Pringy ⥋ Campus | La Salle Pringy ⥋ Campus | La Salle Pringy ⥋ Campus | La Salle Pringy ⥋ Campus | La Salle Pringy ⥋ Campus | La Salle Pringy ⥋ Campus                   | La Salle Pringy ⥋ Campus                 | La Salle Pringy ⥋ Campus | La Salle Pringy ⥋ Campus           |
| ----- | --- | ------------------------ | ------------------------ | ------------------------ | ------------------------ | ------------------------------------------ | ---------------------------------------- | ------------------------ | ---------------------------------- |
| N     | Ouverture / Fermeture 29 avril 2019 / 27 avril 2024 | Longueur —               | Durée 30 min             | Nb. d’arrêts 40          | Matériel —               | Jours de fonctionnement L, Ma, Me, J, V, S | Jour / Soir / Nuit / Fêtes N / O / N / N | Voy. / an —              | Exploitant Transdev Haute-Savoie ? |
| N     | Desserte : - Villes et lieux desservis : Annecy (Pringy : Pont de Brogny, Annecy-le-Vieux, Annecy : Centre commercial Carrefour-Annecy, Piscine-Patinoire Jean Régis, Salle de concert L'Arcadium, Parc des Sports, Place des Romains, Centre commercial Courier, Place François de Menthon, Temple protestant, Théâtre de l'Échange, Centre culturel de Bonlieu, Le Pâquier, Impérial Palace, Gymnase des Teppes, Annecy-le-Vieux : Chapelle de Frontenex, Cimetière des Glaisins, Complexe sportif des Glaisins, Parc des Glaisins, Domaine universitaire de l'Université Savoie Mont Blanc, IUT, IAE Savoie Mont-Blanc d'Annecy, Polytech Annecy-Chambéry, Laboratoire d'Annecy-le-Vieux de physique des particules) - Gare desservie : Gare d'Annecy |                          |                          |                          |                          |                                            |                                          |                          |                                    |
| N     | Autre : - Zone traversée : 380. - Amplitudes horaires : La ligne fonctionnera du lundi au samedi soir à raison de six allers-retours par soir étalés entre 20 h et 1 h 20 du matin environ. - Date de dernière mise à jour : 15 décembre 2019. |                          |                          |                          |                          |                                            |                                          |                          |                                    |
| N     | Dernière actualisation : — |                          |                          |                          |                          |                                            |                                          |                          |                                    |

### Lignes interurbaines
Les lignes des Cars Région Haute-Savoie sont accessibles au tarif SIBRA sur la partie de leur parcours situé à l'intérieur du Grand Annecy. Il est aussi possible, pour les utilisateurs des lignes départementales pénétrant dans le Grand Annecy, d'utiliser la formule « car+bus » qui permet d'utiliser son titre de transport interurbain sur les lignes de la Sibra : Les lignes concernées sont les lignes Y21, Y22, Y51, Y62, Y63 et 272.
Au 1er janvier 2018, les lignes 41 (Annecy-Le Châtelard), 42 (Annecy-Cusy et les lignes 161 et 162 (Annecy-Thorens-Glières) sont sous la compétence du Grand Annecy, sans changement d'offre ou de tarification jusqu'au 30 août 2018.
Le 1er septembre 2018, les lignes départementales LIHSA 31, 41, 42, 161/162 (renommées 81 et 82), 171 (renommée 40) et Mobilalp'Glières sont intégrées au réseau SIBRA et complétées par des lignes inédites (80 et Proxibus).
Le 30 août 2021, c'est au tour des lignes 52 (scindée en lignes 50A et 50B) et 61 (renommée 60) d'être transférées au Grand Annecy.
| Ligne | Caractéristiques | Caractéristiques                                              | Caractéristiques                                              | Caractéristiques                                              | Caractéristiques                                              | Caractéristiques                                              | Caractéristiques                                              | Caractéristiques                                              | Caractéristiques                                              |
| 31 | Annecy — Gare routière ⥋ Rumilly — Gare SNCF | Annecy — Gare routière ⥋ Rumilly — Gare SNCF                  | Annecy — Gare routière ⥋ Rumilly — Gare SNCF                  | Annecy — Gare routière ⥋ Rumilly — Gare SNCF                  | Annecy — Gare routière ⥋ Rumilly — Gare SNCF                  | Annecy — Gare routière ⥋ Rumilly — Gare SNCF                  | Annecy — Gare routière ⥋ Rumilly — Gare SNCF                  | Annecy — Gare routière ⥋ Rumilly — Gare SNCF                  | Annecy — Gare routière ⥋ Rumilly — Gare SNCF                  |
| --- | --- | ------------------------------------------------------------- | ------------------------------------------------------------- | ------------------------------------------------------------- | ------------------------------------------------------------- | ------------------------------------------------------------- | ------------------------------------------------------------- | ------------------------------------------------------------- | ------------------------------------------------------------- |
| 31 | Ouverture / Fermeture 1er septembre 2018 / 27 mars 2024 | Longueur —                                                    | Durée 50 min                                                  | Nb. d’arrêts 20                                               | Matériel Autocars                                             | Jours de fonctionnement L, Ma, Me, J, V, S                    | Jour / Soir / Nuit / Fêtes O / N / N / N                      | Voy. / an —                                                   | Exploitant Voyages Loyet                                      |
| 31 | Desserte : - Villes et lieux desservis : Annecy, Alby-sur-Chéran, Marigny-Saint-Marcel et Rumilly - Gares desservies : Gare d'Annecy et Gare de Rumilly. |                                                               |                                                               |                                                               |                                                               |                                                               |                                                               |                                                               |                                                               |
| 31 | Autre : - Amplitudes horaires : La ligne fonctionne du lundi au samedi de 6 h 50 à 19 h 5 environ. - Date de dernière mise à jour : 21 mai 2022. |                                                               |                                                               |                                                               |                                                               |                                                               |                                                               |                                                               |                                                               |
| 31 | Dernière actualisation : — |                                                               |                                                               |                                                               |                                                               |                                                               |                                                               |                                                               |                                                               |
| 40 | Annecy — Gare routière ⥋ Entrelacs — Gare Albens | Annecy — Gare routière ⥋ Entrelacs — Gare Albens              | Annecy — Gare routière ⥋ Entrelacs — Gare Albens              | Annecy — Gare routière ⥋ Entrelacs — Gare Albens              | Annecy — Gare routière ⥋ Entrelacs — Gare Albens              | Annecy — Gare routière ⥋ Entrelacs — Gare Albens              | Annecy — Gare routière ⥋ Entrelacs — Gare Albens              | Annecy — Gare routière ⥋ Entrelacs — Gare Albens              | Annecy — Gare routière ⥋ Entrelacs — Gare Albens              |
| 40 | Ouverture / Fermeture 1er septembre 2018 / 28 mars 2024 | Longueur —                                                    | Durée 40 (31) min                                             | Nb. d’arrêts 14 (5)                                           | Matériel Autocars                                             | Jours de fonctionnement L, Ma, Me, J, V, S                    | Jour / Soir / Nuit / Fêtes O / N / N / N                      | Voy. / an —                                                   | Exploitant Voyages Loyet                                      |
| 40 | Desserte : - Villes et lieux desservis : Annecy, Alby-sur-Chéran, Saint-Félix et Entrelacs (Savoie) - Gare desservie : Gare d'Annecy et Gare d'Albens. |                                                               |                                                               |                                                               |                                                               |                                                               |                                                               |                                                               |                                                               |
| 40 | Autre : - Amplitudes horaires : La ligne fonctionne du lundi au samedi de 6 h 50 à 19 h 40 environ. - Services 40 Express : La ligne dispose de deux allers-retours par jour assurés via l'autoroute entre la gare d'Annecy et le P+R d'Alby puis via le trajet habituel vers Entrelacs. - Date de dernière mise à jour : 16 octobre 2022. |                                                               |                                                               |                                                               |                                                               |                                                               |                                                               |                                                               |                                                               |
| 40 | Dernière actualisation : — |                                                               |                                                               |                                                               |                                                               |                                                               |                                                               |                                                               |                                                               |
| 41 | Annecy — Gare routière ⥋ Le Châtelard — Collège | Annecy — Gare routière ⥋ Le Châtelard — Collège               | Annecy — Gare routière ⥋ Le Châtelard — Collège               | Annecy — Gare routière ⥋ Le Châtelard — Collège               | Annecy — Gare routière ⥋ Le Châtelard — Collège               | Annecy — Gare routière ⥋ Le Châtelard — Collège               | Annecy — Gare routière ⥋ Le Châtelard — Collège               | Annecy — Gare routière ⥋ Le Châtelard — Collège               | Annecy — Gare routière ⥋ Le Châtelard — Collège               |
| 41 | Ouverture / Fermeture 1er septembre 2018 / — | Longueur —                                                    | Durée 45 min                                                  | Nb. d’arrêts 20                                               | Matériel Autocars                                             | Jours de fonctionnement L, Ma, Me, J, V, S                    | Jour / Soir / Nuit / Fêtes O / N / N / N                      | Voy. / an —                                                   | Exploitant Francony                                           |
| 41 | Desserte : - Villes et lieux desservis : Annecy, Viuz-la-Chiésaz, Gruffy, Mûres, Allèves, Lescheraines (Savoie), La Motte-en-Bauges (Savoie) et Le Châtelard (Savoie) - Gare desservie : Gare d'Annecy. |                                                               |                                                               |                                                               |                                                               |                                                               |                                                               |                                                               |                                                               |
| 41 | Autre : - Amplitudes horaires : La ligne fonctionne du lundi au samedi de 6 h 35 à 18 h 45 environ. - Desserte hors Grand Annecy : La desserte des communes de Lescheraines, La Motte-en-Bauges et Le Châtelard nécessite un titre de transport spécifique. - Date de dernière mise à jour : 16 octobre 2022. |                                                               |                                                               |                                                               |                                                               |                                                               |                                                               |                                                               |                                                               |
| 41 | Dernière actualisation : — |                                                               |                                                               |                                                               |                                                               |                                                               |                                                               |                                                               |                                                               |
| 42 | Annecy — Gare routière ⥋ Cusy — Lachat | Annecy — Gare routière ⥋ Cusy — Lachat                        | Annecy — Gare routière ⥋ Cusy — Lachat                        | Annecy — Gare routière ⥋ Cusy — Lachat                        | Annecy — Gare routière ⥋ Cusy — Lachat                        | Annecy — Gare routière ⥋ Cusy — Lachat                        | Annecy — Gare routière ⥋ Cusy — Lachat                        | Annecy — Gare routière ⥋ Cusy — Lachat                        | Annecy — Gare routière ⥋ Cusy — Lachat                        |
| 42 | Ouverture / Fermeture 1er septembre 2018 / 27 mars 2024 | Longueur —                                                    | Durée 50 min                                                  | Nb. d’arrêts 21                                               | Matériel Autocars                                             | Jours de fonctionnement L, Ma, Me, J, V, S                    | Jour / Soir / Nuit / Fêtes O / N / N / N                      | Voy. / an —                                                   | Exploitant Francony                                           |
| 42 | Desserte : - Villes et lieux desservis : Annecy, Alby-sur-Chéran, Héry-sur-Alby, Chainaz-les-Frasses et Cusy - Gare desservie : Gare d'Annecy. |                                                               |                                                               |                                                               |                                                               |                                                               |                                                               |                                                               |                                                               |
| 42 | Autre : - Zone traversée : 380. - Amplitudes horaires : La ligne fonctionne du lundi au samedi de 6 h 50 à 18 h 40 environ. - Date de dernière mise à jour : 16 août 2021. |                                                               |                                                               |                                                               |                                                               |                                                               |                                                               |                                                               |                                                               |
| 42 | Dernière actualisation : — |                                                               |                                                               |                                                               |                                                               |                                                               |                                                               |                                                               |                                                               |
| 50A | Annecy — Gare routière ⥋ Duingt — Église | Annecy — Gare routière ⥋ Duingt — Église                      | Annecy — Gare routière ⥋ Duingt — Église                      | Annecy — Gare routière ⥋ Duingt — Église                      | Annecy — Gare routière ⥋ Duingt — Église                      | Annecy — Gare routière ⥋ Duingt — Église                      | Annecy — Gare routière ⥋ Duingt — Église                      | Annecy — Gare routière ⥋ Duingt — Église                      | Annecy — Gare routière ⥋ Duingt — Église                      |
| 50A | Ouverture / Fermeture 30 août 2021 / 28 mars 2024 | Longueur —                                                    | Durée 29 min                                                  | Nb. d’arrêts 20                                               | Matériel Autocars                                             | Jours de fonctionnement L, Ma, Me, J, V, S, D                 | Jour / Soir / Nuit / Fêtes O / O / N / O                      | Voy. / an —                                                   | Transporteur Francony                                         |
| 50A | Desserte : - Villes et lieux desservis : Annecy (Centre commercial Courier, Place François de Menthon, Temple protestant, Théâtre de l'Échange, Centre culturel de Bonlieu, Mairie, Jardins de l'Europe, Île des Cygnes, Église Saint-Maurice, Église Saint-François, Hôtel de Police, Piscine des Marquisats, Base nautique et plage des Marquisats, Gymnase des Marquisats, École supérieure d'art de l'agglomération d'Annecy, Le Brise Glace), Sevrier (Centre-ville, ZAC Prés/Vignobles), Saint-Jorioz (Mairie) et Duingt (Plage municipale, centre-ville) - Gares desservie : Gare d'Annecy. |                                                               |                                                               |                                                               |                                                               |                                                               |                                                               |                                                               |                                                               |
| 50A | Autre : - Zone traversée : 380. - Amplitudes horaires : La ligne fonctionne du lundi au samedi de 6 h 55 à 23 h 10 et les dimanches et fêtes de 8 h 30 à 20 h 10 environ. - Modifications en septembre 2021 : Transfert de la ligne 52 des Cars Région Haute-Savoie au réseau Sibra du Grand Annecy. - Date de dernière mise à jour : 18 août 2021. |                                                               |                                                               |                                                               |                                                               |                                                               |                                                               |                                                               |                                                               |
| 50A | Dernière actualisation : — |                                                               |                                                               |                                                               |                                                               |                                                               |                                                               |                                                               |                                                               |
| 50B | Annecy — Gare routière ⥋ Saint-Jorioz — Collège | Annecy — Gare routière ⥋ Saint-Jorioz — Collège               | Annecy — Gare routière ⥋ Saint-Jorioz — Collège               | Annecy — Gare routière ⥋ Saint-Jorioz — Collège               | Annecy — Gare routière ⥋ Saint-Jorioz — Collège               | Annecy — Gare routière ⥋ Saint-Jorioz — Collège               | Annecy — Gare routière ⥋ Saint-Jorioz — Collège               | Annecy — Gare routière ⥋ Saint-Jorioz — Collège               | Annecy — Gare routière ⥋ Saint-Jorioz — Collège               |
| 50B | Ouverture / Fermeture 30 août 2021 / 28 mars 2024 | Longueur —                                                    | Durée 33 min                                                  | Nb. d’arrêts 22                                               | Matériel Autocars                                             | Jours de fonctionnement L, Ma, Me, J, V, S                    | Jour / Soir / Nuit / Fêtes O / N / N / N                      | Voy. / an —                                                   | Transporteur Francony                                         |
| 50B | Desserte : - Villes et lieux desservis : Annecy (Centre commercial Courier, Place François de Menthon, Temple protestant, Théâtre de l'Échange, Centre culturel de Bonlieu, Mairie, Jardins de l'Europe, Île des Cygnes, Église Saint-Maurice, Église Saint-François, Hôtel de Police, Piscine des Marquisats, Base nautique et plage des Marquisats, Gymnase des Marquisats, École supérieure d'art de l'agglomération d'Annecy, Le Brise Glace), Sevrier (Centre-ville, ZAC Prés/Vignobles) et Saint-Jorioz (Faubourgs sud, Mairie) - Gare desservie' : Gare d'Annecy.                           |                                                               |                                                               |                                                               |                                                               |                                                               |                                                               |                                                               |                                                               |
| 50B | Autre : - Zone traversée : 380. - Amplitudes horaires : La ligne fonctionne du lundi au samedi de 6 h 20 à 20 h 40 environ. - Modifications en septembre 2021 : Transfert de la ligne 52 des Cars Région Haute-Savoie au réseau Sibra du Grand Annecy. - Date de dernière mise à jour : 18 août 2021. |                                                               |                                                               |                                                               |                                                               |                                                               |                                                               |                                                               |                                                               |
| 50B | Dernière actualisation : — |                                                               |                                                               |                                                               |                                                               |                                                               |                                                               |                                                               |                                                               |
| 50C | Saint-Jorioz — Collège ⥋ Duingt — Croix d'Hère | Saint-Jorioz — Collège ⥋ Duingt — Croix d'Hère                | Saint-Jorioz — Collège ⥋ Duingt — Croix d'Hère                | Saint-Jorioz — Collège ⥋ Duingt — Croix d'Hère                | Saint-Jorioz — Collège ⥋ Duingt — Croix d'Hère                | Saint-Jorioz — Collège ⥋ Duingt — Croix d'Hère                | Saint-Jorioz — Collège ⥋ Duingt — Croix d'Hère                | Saint-Jorioz — Collège ⥋ Duingt — Croix d'Hère                | Saint-Jorioz — Collège ⥋ Duingt — Croix d'Hère                |
| 50C | Ouverture / Fermeture 30 août 2021 / 26 août 2023 | Longueur —                                                    | Durée 8 min                                                   | Nb. d’arrêts 8                                                | Matériel Minibus                                              | Jours de fonctionnement L, Ma, Me, J, V, S                    | Jour / Soir / Nuit / Fêtes O / N / N / N                      | Voy. / an —                                                   | Transporteur Transdev Haute-Savoie                            |
| 50C | Desserte : - Villes et lieux desservis : Saint-Jorioz (Mairie) et Duingt - Gare desservie : Aucune. |                                                               |                                                               |                                                               |                                                               |                                                               |                                                               |                                                               |                                                               |
| 50C | Autre : - Zone traversée : 380. - Amplitudes horaires : La ligne fonctionne du lundi au samedi à raison de trois allers-retours par jour. - Modifications en septembre 2021 : Transfert de la ligne 52 des Cars Région Haute-Savoie au réseau Sibra du Grand Annecy. - Date de dernière mise à jour : 18 août 2021. |                                                               |                                                               |                                                               |                                                               |                                                               |                                                               |                                                               |                                                               |
| 50C | Dernière actualisation : — |                                                               |                                                               |                                                               |                                                               |                                                               |                                                               |                                                               |                                                               |
| 60 | Annecy — Gare routière ⥋ Talloires-Montmin — Angon | Annecy — Gare routière ⥋ Talloires-Montmin — Angon            | Annecy — Gare routière ⥋ Talloires-Montmin — Angon            | Annecy — Gare routière ⥋ Talloires-Montmin — Angon            | Annecy — Gare routière ⥋ Talloires-Montmin — Angon            | Annecy — Gare routière ⥋ Talloires-Montmin — Angon            | Annecy — Gare routière ⥋ Talloires-Montmin — Angon            | Annecy — Gare routière ⥋ Talloires-Montmin — Angon            | Annecy — Gare routière ⥋ Talloires-Montmin — Angon            |
| 60 | Ouverture / Fermeture 30 août 2021 / 28 mars 2024 | Longueur —                                                    | Durée 43 min                                                  | Nb. d’arrêts 19                                               | Matériel Autocars                                             | Jours de fonctionnement L, Ma, Me, J, V, S, D                 | Jour / Soir / Nuit / Fêtes O / O / N / O                      | Voy. / an —                                                   | Transporteur Transdev Haute-Savoie                            |
| 60 | Desserte : - Villes et lieux desservis : Annecy (Annecy : Centre culturel de Bonlieu, Conseil départemental de la Haute-Savoie, Préfecture de la Haute-Savoie, Palais de justice, Annecy-le-Vieux : Parc Vignières-Pommaries, stade d'Albigny, base nautique du Petit Port, Site sublacustre du Petit Port), Veyrier-du-Lac (Centre-ville), Menthon-Saint-Bernard (Mairie, église) et Talloires-Montmin (Centre-ville) - Gare desservie : Gare d'Annecy. |                                                               |                                                               |                                                               |                                                               |                                                               |                                                               |                                                               |                                                               |
| 60 | Autre : - Zone traversée : 380. - Amplitudes horaires : La ligne fonctionne du lundi au samedi de 5 h 40 à 23 h 30 et les dimanches et fêtes de 8 h 30 à 20 h 20 environ. - Modifications en septembre 2021 : Transfert de la ligne 61 des Cars Région Haute-Savoie au réseau Sibra du Grand Annecy. - Date de dernière mise à jour : 16 octobre 2022. |                                                               |                                                               |                                                               |                                                               |                                                               |                                                               |                                                               |                                                               |
| 60 | Dernière actualisation : — |                                                               |                                                               |                                                               |                                                               |                                                               |                                                               |                                                               |                                                               |
| 80 | Annecy — Gare routière ⥋ Fillière — Chef-Lieu Thorens-Glières | Annecy — Gare routière ⥋ Fillière — Chef-Lieu Thorens-Glières | Annecy — Gare routière ⥋ Fillière — Chef-Lieu Thorens-Glières | Annecy — Gare routière ⥋ Fillière — Chef-Lieu Thorens-Glières | Annecy — Gare routière ⥋ Fillière — Chef-Lieu Thorens-Glières | Annecy — Gare routière ⥋ Fillière — Chef-Lieu Thorens-Glières | Annecy — Gare routière ⥋ Fillière — Chef-Lieu Thorens-Glières | Annecy — Gare routière ⥋ Fillière — Chef-Lieu Thorens-Glières | Annecy — Gare routière ⥋ Fillière — Chef-Lieu Thorens-Glières |
| 80 | Ouverture / Fermeture 1er septembre 2018 / 27 mars 2024 | Longueur —                                                    | Durée 43 min                                                  | Nb. d’arrêts 11                                               | Matériel Autocars                                             | Jours de fonctionnement L, Ma, Me, J, V, S                    | Jour / Soir / Nuit / Fêtes O / N / N / N                      | Voy. / an —                                                   | Exploitant Transdev Haute-Savoie                              |
| 80 | Desserte : - Villes et lieux desservis : Annecy, Charvonnex, Groisy et Fillière - Gares desservies : Gare d'Annecy et gare de Groisy - Thorens - la-Caille. |                                                               |                                                               |                                                               |                                                               |                                                               |                                                               |                                                               |                                                               |
| 80 | Autre : - Amplitudes horaires : La ligne fonctionne du lundi au samedi de 7 h 20 à 18 h 5 environ. - Date de dernière mise à jour : 21 mai 2022. |                                                               |                                                               |                                                               |                                                               |                                                               |                                                               |                                                               |                                                               |
| 80 | Dernière actualisation : — |                                                               |                                                               |                                                               |                                                               |                                                               |                                                               |                                                               |                                                               |
| 81 | Annecy — Gare routière ⥋ Fillière — Chef-Lieu Aviernoz | Annecy — Gare routière ⥋ Fillière — Chef-Lieu Aviernoz        | Annecy — Gare routière ⥋ Fillière — Chef-Lieu Aviernoz        | Annecy — Gare routière ⥋ Fillière — Chef-Lieu Aviernoz        | Annecy — Gare routière ⥋ Fillière — Chef-Lieu Aviernoz        | Annecy — Gare routière ⥋ Fillière — Chef-Lieu Aviernoz        | Annecy — Gare routière ⥋ Fillière — Chef-Lieu Aviernoz        | Annecy — Gare routière ⥋ Fillière — Chef-Lieu Aviernoz        | Annecy — Gare routière ⥋ Fillière — Chef-Lieu Aviernoz        |
| 81 | Ouverture / Fermeture 1er septembre 2018 / — | Longueur —                                                    | Durée 55 min                                                  | Nb. d’arrêts 15                                               | Matériel Autocars                                             | Jours de fonctionnement L, Ma, Me, J, V                       | Jour / Soir / Nuit / Fêtes O / N / N / N                      | Voy. / an —                                                   | Exploitant Transdev Haute-Savoie                              |
| 81 | Desserte : - Villes et lieux desservis : Annecy, Villaz et Fillière - Gare desservie : Gare d'Annecy. |                                                               |                                                               |                                                               |                                                               |                                                               |                                                               |                                                               |                                                               |
| 81 | Autre : - Amplitudes horaires : La ligne fonctionne du lundi au vendredi de 6 h 40 à 17 h 10 environ, pas de service en juillet/août. - Date de dernière mise à jour : 21 mai 2022. |                                                               |                                                               |                                                               |                                                               |                                                               |                                                               |                                                               |                                                               |
| 81 | Dernière actualisation : — |                                                               |                                                               |                                                               |                                                               |                                                               |                                                               |                                                               |                                                               |
| 82 | Annecy — Gare routière ⥋ Fillière — Chef-Lieu Thorens-Glières | Annecy — Gare routière ⥋ Fillière — Chef-Lieu Thorens-Glières | Annecy — Gare routière ⥋ Fillière — Chef-Lieu Thorens-Glières | Annecy — Gare routière ⥋ Fillière — Chef-Lieu Thorens-Glières | Annecy — Gare routière ⥋ Fillière — Chef-Lieu Thorens-Glières | Annecy — Gare routière ⥋ Fillière — Chef-Lieu Thorens-Glières | Annecy — Gare routière ⥋ Fillière — Chef-Lieu Thorens-Glières | Annecy — Gare routière ⥋ Fillière — Chef-Lieu Thorens-Glières | Annecy — Gare routière ⥋ Fillière — Chef-Lieu Thorens-Glières |
| 82 | Ouverture / Fermeture 1er septembre 2018 / — | Longueur —                                                    | Durée 50 min                                                  | Nb. d’arrêts 17                                               | Matériel Autocars                                             | Jours de fonctionnement L, Ma, Me, J, V, S                    | Jour / Soir / Nuit / Fêtes O / N / N / N                      | Voy. / an —                                                   | Exploitant Transdev Haute-Savoie                              |
| 82 | Desserte : - Villes et lieux desservis : Annecy, Nâves-Parmelan, Villaz et Fillière - Gare desservie : Gare d'Annecy. |                                                               |                                                               |                                                               |                                                               |                                                               |                                                               |                                                               |                                                               |
| 82 | Autre : - Amplitudes horaires : La ligne fonctionne du lundi au samedi de 6 h 50 à 19 h 20 environ. - Date de dernière mise à jour : 21 mai 2022. |                                                               |                                                               |                                                               |                                                               |                                                               |                                                               |                                                               |                                                               |
| 82 | Dernière actualisation : — |                                                               |                                                               |                                                               |                                                               |                                                               |                                                               |                                                               |                                                               |
| PB1 | |                                                               |                                                               |                                                               |                                                               |                                                               |                                                               |                                                               |                                                               |
| Annecy — Gare Quai Est ⥋ Chapeiry — Pelevoz | |                                                               |                                                               |                                                               |                                                               |                                                               |                                                               |                                                               |                                                               |
| Ouverture / Fermeture 1er septembre 2018 / 27 mars 2024 | Longueur — | Durée 30 min                                                  | Nb. d’arrêts 10                                               | Matériel Minibus                                              | Jours de fonctionnement L, Ma, Me, J, V, S                    | Jour / Soir / Nuit / Fêtes O / N / N / N                      | Voy. / an —                                                   | Exploitant Albanais Voyages                                   |                                                               |
| Desserte : - Villes et lieux desservis : Annecy, Saint-Sylvestre et Chapeiry - Gare desservie : Gare d'Annecy. | |                                                               |                                                               |                                                               |                                                               |                                                               |                                                               |                                                               |                                                               |
| Autre : - Zone traversée : 380. - Amplitudes horaires : La ligne fonctionne sur réservation du lundi au samedi de 9 h à 18 h environ. - Date de dernière mise à jour : 15 décembre 2019.                                                      | |                                                               |                                                               |                                                               |                                                               |                                                               |                                                               |                                                               |                                                               |
| Dernière actualisation : — | |                                                               |                                                               |                                                               |                                                               |                                                               |                                                               |                                                               |                                                               |
| PB2 | |                                                               |                                                               |                                                               |                                                               |                                                               |                                                               |                                                               |                                                               |
| Saint-Jorioz — Collège ⥋ Leschaux — Mairie Leschaux | |                                                               |                                                               |                                                               |                                                               |                                                               |                                                               |                                                               |                                                               |
| Ouverture / Fermeture 30 août 2021 / 27 mars 2024 | Longueur — | Durée 24 min                                                  | Nb. d’arrêts 10                                               | Matériel Minibus                                              | Jours de fonctionnement L, Ma, Me, J, V, S                    | Jour / Soir / Nuit / Fêtes O / N / N / N                      | Voy. / an —                                                   | Exploitant Transdev Haute-Savoie                              |                                                               |
| Desserte : - Villes et lieux desservis : Saint-Jorioz, Saint-Eustache, La Chapelle-Saint-Maurice et Leschaux - Gare desservie : Aucune. | |                                                               |                                                               |                                                               |                                                               |                                                               |                                                               |                                                               |                                                               |
| Autre : - Zone traversée : 380. - Amplitudes horaires : La ligne fonctionne sur réservation du lundi au samedi de 6 h 30 à 18 h 50 environ. - Modifications en septembre 2021 : Nouvelle ligne - Date de dernière mise à jour : 16 août 2021. | |                                                               |                                                               |                                                               |                                                               |                                                               |                                                               |                                                               |                                                               |
| Dernière actualisation : — | |                                                               |                                                               |                                                               |                                                               |                                                               |                                                               |                                                               |                                                               |

### Autres lignes

#### Lignes saisonnières

##### Desserte du Semnoz
| Ligne | Caractéristiques | Caractéristiques                       | Caractéristiques                       | Caractéristiques                       | Caractéristiques                       | Caractéristiques                              | Caractéristiques                         | Caractéristiques                       | Caractéristiques                       |
| S1    | Ligne du Semnoz 1 — Dessert hivernale | Ligne du Semnoz 1 — Dessert hivernale  | Ligne du Semnoz 1 — Dessert hivernale  | Ligne du Semnoz 1 — Dessert hivernale  | Ligne du Semnoz 1 — Dessert hivernale  | Ligne du Semnoz 1 — Dessert hivernale         | Ligne du Semnoz 1 — Dessert hivernale    | Ligne du Semnoz 1 — Dessert hivernale  | Ligne du Semnoz 1 — Dessert hivernale  |
| S1    | Vignières ⥋ Semnoz — Alpin | Vignières ⥋ Semnoz — Alpin             | Vignières ⥋ Semnoz — Alpin             | Vignières ⥋ Semnoz — Alpin             | Vignières ⥋ Semnoz — Alpin             | Vignières ⥋ Semnoz — Alpin                    | Vignières ⥋ Semnoz — Alpin               | Vignières ⥋ Semnoz — Alpin             | Vignières ⥋ Semnoz — Alpin             |
| ----- | --- | -------------------------------------- | -------------------------------------- | -------------------------------------- | -------------------------------------- | --------------------------------------------- | ---------------------------------------- | -------------------------------------- | -------------------------------------- |
| S1    | Ouverture / Fermeture 18 décembre 2019 / — | Longueur —                             | Durée 60 min                           | Nb. d’arrêts 12                        | Matériel Autocars                      | Jours de fonctionnement L, Ma, Me, J, V, S, D | Jour / Soir / Nuit / Fêtes O / N / N / O | Voy. / an —                            | Exploitant Transdev Haute-Savoie       |
| S1    | Desserte : - Ville et lieux desservis : Annecy (Annecy-le-Vieux) et Viuz-la-Chiésaz - Gare desservie : Gare d'Annecy |                                        |                                        |                                        |                                        |                                               |                                          |                                        |                                        |
| S1    | Autre : - Zone traversée : 380. - Amplitudes horaires : La ligne fonctionne entre mi décembre et fin mars selon deux périodes, à raison de six allers-retours par jour : - en période scolaire : les mercredis, samedis et dimanches, y compris les jours fériés ; - durant les vacances : tous les jours, y compris les jours fériés. - Date de dernière mise à jour : 7 juin 2020.                                                                    |                                        |                                        |                                        |                                        |                                               |                                          |                                        |                                        |
| S1    | Dernière actualisation : — |                                        |                                        |                                        |                                        |                                               |                                          |                                        |                                        |
| S2    | Ligne du Semnoz 2 — Desserte hivernale | Ligne du Semnoz 2 — Desserte hivernale | Ligne du Semnoz 2 — Desserte hivernale | Ligne du Semnoz 2 — Desserte hivernale | Ligne du Semnoz 2 — Desserte hivernale | Ligne du Semnoz 2 — Desserte hivernale        | Ligne du Semnoz 2 — Desserte hivernale   | Ligne du Semnoz 2 — Desserte hivernale | Ligne du Semnoz 2 — Desserte hivernale |
| S2    | Annecy — Gare routière ⥋ Semnoz — Alpin |                                        |                                        |                                        |                                        |                                               |                                          |                                        |                                        |
| S2    | Ouverture / Fermeture 18 décembre 2019 / — | Longueur —                             | Durée 60 min                           | Nb. d’arrêts 10                        | Matériel Autocars                      | Jours de fonctionnement L, Ma, Me, J, V, S, D | Jour / Soir / Nuit / Fêtes O / N / N / O | Voy. / an —                            | Exploitant Transdev Haute-Savoie       |
| S2    | Desserte : - Ville et lieux desservis : Annecy (Seynod), Quintal et Viuz-la-Chiésaz - Gare desservie : Gare d'Annecy |                                        |                                        |                                        |                                        |                                               |                                          |                                        |                                        |
| S2    | Autre : - Zone traversée : 380. - Amplitudes horaires : La ligne fonctionne entre mi décembre et fin mars selon deux périodes, à raison de six allers-retours par jour : - en période scolaire : les mercredis, samedis et dimanches, y compris les jours fériés ; - durant les vacances : tous les jours, y compris les jours fériés. - Date de dernière mise à jour : 7 juin 2020.                                                                    |                                        |                                        |                                        |                                        |                                               |                                          |                                        |                                        |
| S2    | Dernière actualisation : — |                                        |                                        |                                        |                                        |                                               |                                          |                                        |                                        |
| S3    | Ligne du Semnoz 3 — Desserte hivernale | Ligne du Semnoz 3 — Desserte hivernale | Ligne du Semnoz 3 — Desserte hivernale | Ligne du Semnoz 3 — Desserte hivernale | Ligne du Semnoz 3 — Desserte hivernale | Ligne du Semnoz 3 — Desserte hivernale        | Ligne du Semnoz 3 — Desserte hivernale   | Ligne du Semnoz 3 — Desserte hivernale | Ligne du Semnoz 3 — Desserte hivernale |
| S3    | Saint-Jorioz — Collège ⥋ Semnoz — Bauges |                                        |                                        |                                        |                                        |                                               |                                          |                                        |                                        |
| S3    | Ouverture / Fermeture 16 décembre 2020 / — | Longueur —                             | Durée 45 min                           | Nb. d’arrêts 3                         | Matériel Autocars                      | Jours de fonctionnement L, Ma, Me, J, V, S, D | Jour / Soir / Nuit / Fêtes O / N / N / O | Voy. / an —                            | Exploitant Transdev Haute-Savoie       |
| S3    | Desserte : - Ville et lieux desservis : Saint-Jorioz, Leschaux et Viuz-la-Chiésaz - Gare desservie : Aucune. |                                        |                                        |                                        |                                        |                                               |                                          |                                        |                                        |
| S3    | Autre : - Zone traversée : 380. - Amplitudes horaires : La ligne fonctionne entre mi décembre et fin mars selon deux périodes, à raison de cinq allers-retours par jour : - en période scolaire : les mercredis, samedis et dimanches, y compris les jours fériés ; - durant les vacances : tous les jours, y compris les jours fériés. - Date de dernière mise à jour : 13 décembre 2022.                                                              |                                        |                                        |                                        |                                        |                                               |                                          |                                        |                                        |
| S3    | Dernière actualisation : — |                                        |                                        |                                        |                                        |                                               |                                          |                                        |                                        |
| S4    | Ligne du Semnoz 4 — Desserte estivale | Ligne du Semnoz 4 — Desserte estivale  | Ligne du Semnoz 4 — Desserte estivale  | Ligne du Semnoz 4 — Desserte estivale  | Ligne du Semnoz 4 — Desserte estivale  | Ligne du Semnoz 4 — Desserte estivale         | Ligne du Semnoz 4 — Desserte estivale    | Ligne du Semnoz 4 — Desserte estivale  | Ligne du Semnoz 4 — Desserte estivale  |
| S4    | Pôle d'échanges — Gare quai Nord ⥋ Semnoz — Les Alpages |                                        |                                        |                                        |                                        |                                               |                                          |                                        |                                        |
| S4    | Ouverture / Fermeture 1er juin 1997 / — | Longueur —                             | Durée 45 min                           | Nb. d’arrêts 12                        | Matériel Autocars                      | Jours de fonctionnement L, Ma, Me, J, V, S, D | Jour / Soir / Nuit / Fêtes O / N / N / O | Voy. / an —                            | Exploitant Transdev Haute-Savoie       |
| S4    | Desserte : - Ville et lieux desservis : Annecy et Quintal - Gare desservie : Gare d'Annecy |                                        |                                        |                                        |                                        |                                               |                                          |                                        |                                        |
| S4    | Autre : - Zone traversée : Néant (ligne gratuite). - Amplitudes horaires : La ligne fonctionne les weekends de juin et septembre et tous les jours en juillet et août de 8 h 40 à 19 h 20 environ. - Particularités : La ligne est exploitée à l'aide d'autocars équipés spécifiquement pour le transport des VTT, la prise en charge d'un tel véhcule est soumis à l'achat d'un ticket spécifique à 5 €. - Date de dernière mise à jour : 6 juin 2021. |                                        |                                        |                                        |                                        |                                               |                                          |                                        |                                        |
| S4    | Dernière actualisation : — |                                        |                                        |                                        |                                        |                                               |                                          |                                        |                                        |
| S5    | Ligne du Semnoz 5 — Desserte estivale | Ligne du Semnoz 5 — Desserte estivale  | Ligne du Semnoz 5 — Desserte estivale  | Ligne du Semnoz 5 — Desserte estivale  | Ligne du Semnoz 5 — Desserte estivale  | Ligne du Semnoz 5 — Desserte estivale         | Ligne du Semnoz 5 — Desserte estivale    | Ligne du Semnoz 5 — Desserte estivale  | Ligne du Semnoz 5 — Desserte estivale  |
| S5    | Duingt — Église ⥋ Semnoz — Les Alpages |                                        |                                        |                                        |                                        |                                               |                                          |                                        |                                        |
| S5    | Ouverture / Fermeture 5 juin 2021 / — | Longueur —                             | Durée 90 min                           | Nb. d’arrêts 15                        | Matériel Autocars                      | Jours de fonctionnement L, Ma, Me, J, V, S, D | Jour / Soir / Nuit / Fêtes O / N / N / O | Voy. / an —                            | Exploitant Transdev Haute-Savoie       |
| S5    | Desserte : - Ville et lieux desservis : Duingt, Saint-Jorioz, Sevrier, Saint-Eustache, La Chapelle-Saint-Maurice, Leschaux, Viuz-la-Chiésaz et Quintal - Gare desservie : Aucune. |                                        |                                        |                                        |                                        |                                               |                                          |                                        |                                        |
| S5    | Autre : - Zone traversée : Néant (ligne gratuite). - Amplitudes horaires : La ligne fonctionne les weekends de juin et septembre et tous les jours en juillet et août à raison de trois aller-retour par jour. - Date de dernière mise à jour : 6 juin 2021. |                                        |                                        |                                        |                                        |                                               |                                          |                                        |                                        |
| S5    | Dernière actualisation : — |                                        |                                        |                                        |                                        |                                               |                                          |                                        |                                        |
| S6    | Ligne du Semnoz 6 — Desserte hivernale | Ligne du Semnoz 6 — Desserte hivernale | Ligne du Semnoz 6 — Desserte hivernale | Ligne du Semnoz 6 — Desserte hivernale | Ligne du Semnoz 6 — Desserte hivernale | Ligne du Semnoz 6 — Desserte hivernale        | Ligne du Semnoz 6 — Desserte hivernale   | Ligne du Semnoz 6 — Desserte hivernale | Ligne du Semnoz 6 — Desserte hivernale |
| S6    | Saint-Félix — Chef-Lieu ⥋ Semnoz — Alpin |                                        |                                        |                                        |                                        |                                               |                                          |                                        |                                        |
| S6    | Ouverture / Fermeture 15 décembre 2021 / — | Longueur —                             | Durée 61 min                           | Nb. d’arrêts 17                        | Matériel Autocars                      | Jours de fonctionnement L, Ma, Me, J, V, S, D | Jour / Soir / Nuit / Fêtes O / N / N / O | Voy. / an —                            | Exploitant Transdev Haute-Savoie       |
| S6    | Desserte : - Ville et lieux desservis : Saint-Félix, Alby-sur-Chéran, Mûres, Gruffy, Quintal et Viuz-la-Chiésaz - Gare desservie : Aucune. |                                        |                                        |                                        |                                        |                                               |                                          |                                        |                                        |
| S6    | Autre : - Zone traversée : 380. - Amplitudes horaires : La ligne fonctionne entre mi décembre et fin mars selon deux périodes, à raison de trois allers-retours par jour : - en période scolaire : les mercredis, samedis et dimanches, y compris les jours fériés ; - durant les vacances : tous les jours, y compris les jours fériés. - Date de dernière mise à jour : 25 décembre 2021.                                                             |                                        |                                        |                                        |                                        |                                               |                                          |                                        |                                        |
| S6    | Dernière actualisation : — |                                        |                                        |                                        |                                        |                                               |                                          |                                        |                                        |

##### Desserte du col de la Forclaz
| Ligne | Caractéristiques | Caractéristiques                       | Caractéristiques                       | Caractéristiques                       | Caractéristiques                       | Caractéristiques                              | Caractéristiques                         | Caractéristiques                       | Caractéristiques                       |
| F1    | Ligne de la Forclaz 1 | Ligne de la Forclaz 1                  | Ligne de la Forclaz 1                  | Ligne de la Forclaz 1                  | Ligne de la Forclaz 1                  | Ligne de la Forclaz 1                         | Ligne de la Forclaz 1                    | Ligne de la Forclaz 1                  | Ligne de la Forclaz 1                  |
| F1    | Talloires — Centre ⥋ Col de la Forclaz | Talloires — Centre ⥋ Col de la Forclaz | Talloires — Centre ⥋ Col de la Forclaz | Talloires — Centre ⥋ Col de la Forclaz | Talloires — Centre ⥋ Col de la Forclaz | Talloires — Centre ⥋ Col de la Forclaz        | Talloires — Centre ⥋ Col de la Forclaz   | Talloires — Centre ⥋ Col de la Forclaz | Talloires — Centre ⥋ Col de la Forclaz |
| ----- | --- | -------------------------------------- | -------------------------------------- | -------------------------------------- | -------------------------------------- | --------------------------------------------- | ---------------------------------------- | -------------------------------------- | -------------------------------------- |
| F1    | Ouverture / Fermeture 5 juin 2021 / — | Longueur —                             | Durée 20 min                           | Nb. d’arrêts 7                         | Matériel Autocars                      | Jours de fonctionnement L, Ma, Me, J, V, S, D | Jour / Soir / Nuit / Fêtes O / N / N / O | Voy. / an —                            | Exploitant —                           |
| F1    | Desserte : - Ville et lieux desservis : Talloires-Montmin (Talloires, Montmin) - Gare desservie : Aucune. |                                        |                                        |                                        |                                        |                                               |                                          |                                        |                                        |
| F1    | Autre : - Zone traversée : Néant (ligne gratuite). - Amplitudes horaires : La ligne fonctionne les weekends de juin et septembre et tous les jours en juillet et août de 9 h 30 à 19 h 20 environ. - Date de dernière mise à jour : 9 juin 2021. |                                        |                                        |                                        |                                        |                                               |                                          |                                        |                                        |
| F1    | Dernière actualisation : — |                                        |                                        |                                        |                                        |                                               |                                          |                                        |                                        |
| F2    | Ligne de la Forclaz 2 | Ligne de la Forclaz 2                  | Ligne de la Forclaz 2                  | Ligne de la Forclaz 2                  | Ligne de la Forclaz 2                  | Ligne de la Forclaz 2                         | Ligne de la Forclaz 2                    | Ligne de la Forclaz 2                  | Ligne de la Forclaz 2                  |
| F2    | Talloires — Planfait ⥋ Montmin — Mairie |                                        |                                        |                                        |                                        |                                               |                                          |                                        |                                        |
| F2    | Ouverture / Fermeture 5 juin 2021 / — | Longueur —                             | Durée 25 min                           | Nb. d’arrêts 4                         | Matériel Autocars                      | Jours de fonctionnement L, Ma, Me, J, V, S, D | Jour / Soir / Nuit / Fêtes O / N / N / O | Voy. / an —                            | Exploitant —                           |
| F2    | Desserte : - Ville et lieux desservis : Talloires-Montmin (Talloires, Montmin) - Gare desservie : Aucune. |                                        |                                        |                                        |                                        |                                               |                                          |                                        |                                        |
| F2    | Autre : - Zone traversée : Néant (ligne gratuite). - Amplitudes horaires : La ligne fonctionne les weekends de juin et septembre et tous les jours en juillet et août de 9 h 30 à 19 h 25 environ. - Date de dernière mise à jour : 9 juin 2021. |                                        |                                        |                                        |                                        |                                               |                                          |                                        |                                        |
| F2    | Dernière actualisation : — |                                        |                                        |                                        |                                        |                                               |                                          |                                        |                                        |

##### Desserte du plateau des Glières
| Ligne | Caractéristiques | Caractéristiques                                        | Caractéristiques                                        | Caractéristiques                                        | Caractéristiques                                        | Caractéristiques                                        | Caractéristiques                                        | Caractéristiques                                        | Caractéristiques                                        |
| G1    | Ligne des Glières 1 | Ligne des Glières 1                                     | Ligne des Glières 1                                     | Ligne des Glières 1                                     | Ligne des Glières 1                                     | Ligne des Glières 1                                     | Ligne des Glières 1                                     | Ligne des Glières 1                                     | Ligne des Glières 1                                     |
| G1    | Annecy — Gare routière ⥋ Fillière — Plateau des Glières | Annecy — Gare routière ⥋ Fillière — Plateau des Glières | Annecy — Gare routière ⥋ Fillière — Plateau des Glières | Annecy — Gare routière ⥋ Fillière — Plateau des Glières | Annecy — Gare routière ⥋ Fillière — Plateau des Glières | Annecy — Gare routière ⥋ Fillière — Plateau des Glières | Annecy — Gare routière ⥋ Fillière — Plateau des Glières | Annecy — Gare routière ⥋ Fillière — Plateau des Glières | Annecy — Gare routière ⥋ Fillière — Plateau des Glières |
| ----- | --- | ------------------------------------------------------- | ------------------------------------------------------- | ------------------------------------------------------- | ------------------------------------------------------- | ------------------------------------------------------- | ------------------------------------------------------- | ------------------------------------------------------- | ------------------------------------------------------- |
| G1    | Ouverture / Fermeture 5 janvier 2019 / — | Longueur —                                              | Durée 75 min                                            | Nb. d’arrêts 9                                          | Matériel Autocars                                       | Jours de fonctionnement L, Ma, Me, J, V, S, D           | Jour / Soir / Nuit / Fêtes O / N / N / O                | Voy. / an —                                             | Exploitant Philibert Transport                          |
| G1    | Desserte : - Villes et lieux desservis : Annecy, Charvonnex, Groisy et Fillière - Gare desservie : Gare d'Annecy. |                                                         |                                                         |                                                         |                                                         |                                                         |                                                         |                                                         |                                                         |
| G1    | Autre : - Zone traversée : 380. - Amplitudes horaires : La ligne fonctionne entre mi décembre et fin mars selon deux périodes, à raison de trois allers-retours par jour : - en période scolaire : les mercredis, samedis et dimanches, y compris les jours fériés ; - durant les vacances : tous les jours, y compris les jours fériés. - Date de dernière mise à jour : 25 décembre 2021. |                                                         |                                                         |                                                         |                                                         |                                                         |                                                         |                                                         |                                                         |
| G1    | Dernière actualisation : — |                                                         |                                                         |                                                         |                                                         |                                                         |                                                         |                                                         |                                                         |
| G2    | Ligne des Glières 2 | Ligne des Glières 2                                     | Ligne des Glières 2                                     | Ligne des Glières 2                                     | Ligne des Glières 2                                     | Ligne des Glières 2                                     | Ligne des Glières 2                                     | Ligne des Glières 2                                     | Ligne des Glières 2                                     |
| G2    | Évires Chef-lieu (Fillière — Thorens-Glières Chef-lieu à certains services) ⥋ Fillière — Plateau des Glières |                                                         |                                                         |                                                         |                                                         |                                                         |                                                         |                                                         |                                                         |
| G2    | Ouverture / Fermeture 16 décembre 2020 / — | Longueur —                                              | Durée 50 (30) min                                       | Nb. d’arrêts 5 (2)                                      | Matériel Autocars                                       | Jours de fonctionnement S, D                            | Jour / Soir / Nuit / Fêtes O / N / N / O                | Voy. / an —                                             | Exploitant Philibert Transport                          |
| G2    | Desserte : - Villes et lieux desservis : Évires, Groisy et Fillière - Gare desservie : Gare de Groisy - Thorens - la-Caille. |                                                         |                                                         |                                                         |                                                         |                                                         |                                                         |                                                         |                                                         |
| G2    | Autre : - Zone traversée : 380. - Amplitudes horaires : La ligne fonctionne entre mi décembre et fin mars selon deux périodes, à raison de six allers-retours par jour : - en période scolaire : les mercredis, samedis et dimanches, y compris les jours fériés ; - durant les vacances : tous les jours, y compris les jours fériés. - Particularités : La moitié des services est limité au chef-lieu de Thorens-Glières afin d'assurer la correspondance avec la ligne G3. - Date de dernière mise à jour : 25 décembre 2021. |                                                         |                                                         |                                                         |                                                         |                                                         |                                                         |                                                         |                                                         |
| G2    | Dernière actualisation : — |                                                         |                                                         |                                                         |                                                         |                                                         |                                                         |                                                         |                                                         |
| G3    | Ligne des Glières 3 | Ligne des Glières 3                                     | Ligne des Glières 3                                     | Ligne des Glières 3                                     | Ligne des Glières 3                                     | Ligne des Glières 3                                     | Ligne des Glières 3                                     | Ligne des Glières 3                                     | Ligne des Glières 3                                     |
| G3    | Annecy — Gare routière ⥋ Fillière — Thorens-Glières Chef-lieu |                                                         |                                                         |                                                         |                                                         |                                                         |                                                         |                                                         |                                                         |
| G3    | Ouverture / Fermeture 15 décembre 2021 / — | Longueur —                                              | Durée 50 min                                            | Nb. d’arrêts 17                                         | Matériel Autocars                                       | Jours de fonctionnement L, Ma, Me, J, V, S, D           | Jour / Soir / Nuit / Fêtes O / N / N / O                | Voy. / an —                                             | Exploitant Philibert Transport                          |
| G3    | Desserte : - Villes et lieux desservis : Annecy, Nâves-Parmelan, Villaz et Fillière - Gare desservie : Gare d'Annecy. |                                                         |                                                         |                                                         |                                                         |                                                         |                                                         |                                                         |                                                         |
| G3    | Autre : - Zone traversée : 380. - Amplitudes horaires : La ligne fonctionne entre mi décembre et fin mars selon deux périodes, à raison de quatre allers-retours par jour : - en période scolaire : les mercredis, samedis et dimanches, y compris les jours fériés ; - durant les vacances : tous les jours, y compris les jours fériés. - Date de dernière mise à jour : 25 décembre 2021. |                                                         |                                                         |                                                         |                                                         |                                                         |                                                         |                                                         |                                                         |
| G3    | Dernière actualisation : — |                                                         |                                                         |                                                         |                                                         |                                                         |                                                         |                                                         |                                                         |

##### Desserte des villages
| Ligne | Caractéristiques | Caractéristiques                                                | Caractéristiques                                                | Caractéristiques                                                | Caractéristiques                                                | Caractéristiques                                                | Caractéristiques                                                | Caractéristiques                                                | Caractéristiques                                                |
| V1    | Ligne de Sevrier | Ligne de Sevrier                                                | Ligne de Sevrier                                                | Ligne de Sevrier                                                | Ligne de Sevrier                                                | Ligne de Sevrier                                                | Ligne de Sevrier                                                | Ligne de Sevrier                                                | Ligne de Sevrier                                                |
| V1    | (Circulaire) Sevrier — Balcons du Lac ⥋ via desserte de Sevrier | (Circulaire) Sevrier — Balcons du Lac ⥋ via desserte de Sevrier | (Circulaire) Sevrier — Balcons du Lac ⥋ via desserte de Sevrier | (Circulaire) Sevrier — Balcons du Lac ⥋ via desserte de Sevrier | (Circulaire) Sevrier — Balcons du Lac ⥋ via desserte de Sevrier | (Circulaire) Sevrier — Balcons du Lac ⥋ via desserte de Sevrier | (Circulaire) Sevrier — Balcons du Lac ⥋ via desserte de Sevrier | (Circulaire) Sevrier — Balcons du Lac ⥋ via desserte de Sevrier | (Circulaire) Sevrier — Balcons du Lac ⥋ via desserte de Sevrier |
| ----- | --- | --------------------------------------------------------------- | --------------------------------------------------------------- | --------------------------------------------------------------- | --------------------------------------------------------------- | --------------------------------------------------------------- | --------------------------------------------------------------- | --------------------------------------------------------------- | --------------------------------------------------------------- |
| V1    | Ouverture / Fermeture 12 juin 2021 / — | Longueur —                                                      | Durée 30 min                                                    | Nb. d’arrêts 12                                                 | Matériel —                                                      | Jours de fonctionnement L, Ma, Me, J, V, S, D                   | Jour / Soir / Nuit / Fêtes O / N / N / O                        | Voy. / an —                                                     | Exploitant —                                                    |
| V1    | Desserte : - Villes et lieux desservis : Sevrier - Gare desservie : Aucune. |                                                                 |                                                                 |                                                                 |                                                                 |                                                                 |                                                                 |                                                                 |                                                                 |
| V1    | Autre : - Zone traversée : Néant (ligne gratuite). - Amplitudes horaires : La ligne fonctionne les weekends de juin et septembre et tous les jours en juillet et août de 9 h 30 à 19 h 20 environ. - Date de dernière mise à jour : 6 juin 2021. |                                                                 |                                                                 |                                                                 |                                                                 |                                                                 |                                                                 |                                                                 |                                                                 |
| V1    | Dernière actualisation : — |                                                                 |                                                                 |                                                                 |                                                                 |                                                                 |                                                                 |                                                                 |                                                                 |
| V2    | Ligne de Saint-Jorioz | Ligne de Saint-Jorioz                                           | Ligne de Saint-Jorioz                                           | Ligne de Saint-Jorioz                                           | Ligne de Saint-Jorioz                                           | Ligne de Saint-Jorioz                                           | Ligne de Saint-Jorioz                                           | Ligne de Saint-Jorioz                                           | Ligne de Saint-Jorioz                                           |
| V2    | Saint-Jorioz — Machevaz ⥋ Saint-Jorioz — Laudon |                                                                 |                                                                 |                                                                 |                                                                 |                                                                 |                                                                 |                                                                 |                                                                 |
| V2    | Ouverture / Fermeture 12 juin 2021 / 25 septembre 2022 | Longueur —                                                      | Durée 15 min                                                    | Nb. d’arrêts 7                                                  | Matériel —                                                      | Jours de fonctionnement L, Ma, Me, J, V, S, D                   | Jour / Soir / Nuit / Fêtes O / N / N / O                        | Voy. / an —                                                     | Exploitant —                                                    |
| V2    | Desserte : - Villes et lieux desservis : Saint-Jorioz - Gare desservie : Aucune. |                                                                 |                                                                 |                                                                 |                                                                 |                                                                 |                                                                 |                                                                 |                                                                 |
| V2    | Autre : - Zone traversée : Néant (ligne gratuite). - Amplitudes horaires : La ligne fonctionne les weekends de juin et septembre et tous les jours en juillet et août de 9 h 30 à 19 h 25 environ. - Date de dernière mise à jour : 6 juin 2021. |                                                                 |                                                                 |                                                                 |                                                                 |                                                                 |                                                                 |                                                                 |                                                                 |
| V2    | Dernière actualisation : — |                                                                 |                                                                 |                                                                 |                                                                 |                                                                 |                                                                 |                                                                 |                                                                 |
| V3    | Ligne de Menthon-Saint-Bernard et Bluffy | Ligne de Menthon-Saint-Bernard et Bluffy                        | Ligne de Menthon-Saint-Bernard et Bluffy                        | Ligne de Menthon-Saint-Bernard et Bluffy                        | Ligne de Menthon-Saint-Bernard et Bluffy                        | Ligne de Menthon-Saint-Bernard et Bluffy                        | Ligne de Menthon-Saint-Bernard et Bluffy                        | Ligne de Menthon-Saint-Bernard et Bluffy                        | Ligne de Menthon-Saint-Bernard et Bluffy                        |
| V3    | Menthon-Saint-Bernard — Port Menthon ⥋ Bluffy — Mairie |                                                                 |                                                                 |                                                                 |                                                                 |                                                                 |                                                                 |                                                                 |                                                                 |
| V3    | Ouverture / Fermeture 12 juin 2021 / — | Longueur —                                                      | Durée 15 min                                                    | Nb. d’arrêts 6                                                  | Matériel —                                                      | Jours de fonctionnement L, Ma, Me, J, V, S, D                   | Jour / Soir / Nuit / Fêtes O / N / N / O                        | Voy. / an —                                                     | Exploitant —                                                    |
| V3    | Desserte : - Villes et lieux desservis : Menthon-Saint-Bernard et Bluffy - Gare desservie : Aucune. |                                                                 |                                                                 |                                                                 |                                                                 |                                                                 |                                                                 |                                                                 |                                                                 |
| V3    | Autre : - Zone traversée : Néant (ligne gratuite). - Amplitudes horaires : La ligne fonctionne les weekends de juin et septembre et tous les jours en juillet et août de 9 h 30 à 19 h 25 environ. - Date de dernière mise à jour : 6 juin 2021. |                                                                 |                                                                 |                                                                 |                                                                 |                                                                 |                                                                 |                                                                 |                                                                 |
| V3    | Dernière actualisation : — |                                                                 |                                                                 |                                                                 |                                                                 |                                                                 |                                                                 |                                                                 |                                                                 |

#### Navettes étudiants
Les navettes étudiants fonctionnent les dimanches soir en période scolaire à raison d'un départ par heure entre 18 h 30 et 23 h 30 environ au départ de la gare d'Annecy, avec de possibles décalages car les horaires sont alignés sur ceux des trains, à destination des foyers, résidences étudiantes et des internats des lycées de l'agglomération. L'accès est réservé aux détenteurs d'un abonnement scolaire, d'un carnet de tickets « jeune » ou d'un ticket unité acheté auprès du conducteur de la navette.

#### Transports scolaires
Un réseau de 40 lignes scolaires assurés par des autocars affrétés par différents transporteurs fonctionne du lundi au samedi en période scolaire. Chaque service est identifié par un code de trois lettres désignant le transporteur suivi d'un numéro d'autant de chiffres désignant le service (exemple : TRA 128 pour le service 128 effectué par Transdev). Les horaires et services peuvent évoluer au cours de l'année en fonction de la demande, et le véhicule peut appartenir à une compagnie différente de celle indiquée dans les horaires.
Les codes transporteur sont les suivants :
- LOY pour Loyet ;
- TRA pour Transdev ;
- FRA pour Francony ;
- SAB pour Saba (Société d'autocars du bassin annécien) ;
- PHI pour Philibert Transport ;
- APS pour Autocars des Pays de Savoie.

Pour les autres communes du Grand Annecy non desservies par la Sibra, l'agglomération organise elle-même le transport scolaire depuis le 1er janvier 2017, il s'agit de la reprise des anciennes lignes scolaires du conseil départemental de la Haute-Savoie.